# Río Obi
El río Obi (del ruso: Река Обь) es un largo río de la Rusia asiática o Siberia que nace en el krai de Altái y fluye en direcciones NO y N hasta desaguar en el golfo homónimo (mar de Kara, océano Ártico). Nominalmente, el Obi tiene una longitud de 3650 km, pero si se considera con una de sus fuentes, el Katún, llega a los  4338 km, y si se considera el sistema Obi-Irtish, alcanza los 5410 km, que lo sitúan como el séptimo río más largo del mundo, por detrás del Amazonas, Nilo, Yangtsé, el Misisipi-Misuri, el Yeniséi-Angará y el río Amarillo. 
Su cuenca, de aproximadamente 2 975 000 km², drena también parte del territorio de Kazajistán, Mongolia y China. Es el más occidental de los tres grandes cursos de agua de Siberia. A semejanza del Yeniséi y del Lena, el Obi, que nace en el macizo de Altái y desemboca en un extenso estuario en el mar de Kara, corre en dirección sur-norte y drena una gran región caracterizada fundamentalmente por sus bajas altitudes. 
El Obi y sus principales tributarios, ofrecen posibilidades de navegación estacional, representando una vía de comunicación muy importante para un espacio con fuerte potencial de desarrollo y, también, un eje de poblamiento dominado por algunas grandes ciudades como Novosibirsk, Ekaterimburgo y Omsk, grandes centros industriales. La cuenca del gran río, durante las últimas décadas, se ha convertido en el principal lugar de extracción de hidrocarburos de la Federación Rusa. Estas actividades humanas, fuentes de riqueza y también de contaminación, amenazan medios naturales ricos y variados, ya debilitados por el recalentamiento climático.
Administrativamente, discurre por los sujetos federales de la Federación de Rusia del krai de Altái, óblast de Novosibirsk, óblast de Tomsk y los distritos autónomos de Janti-Mansi y Yamalo-Nenets.

## Geografía

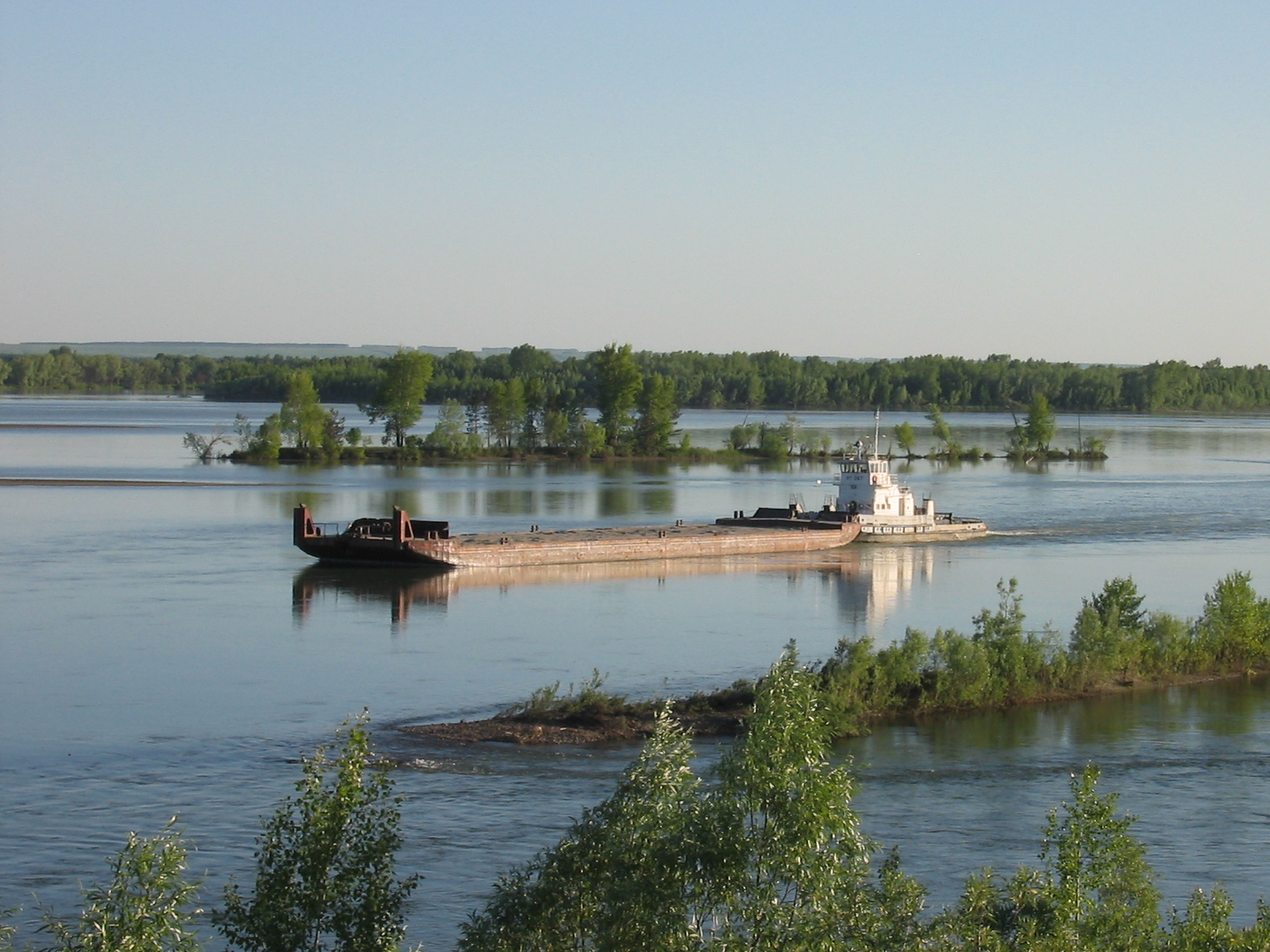
Barco navegando por el río Obi

### Curso del río
El Obi es uno de los cursos de agua más largos del continente asiático y del mundo; no obstante los datos estadísticos relativos a su longitud total pueden variar mucho en función de la fuente consultada. El curso principal del Obi, medido más abajo de Biysk en el piedemonte del macizo de Altái en la confluencia del río Katún y del río Biya, hasta el comienzo de su estuario más abajo de Salejard, alcanza los 3650 km, a los cuales conviene añadir los 800 km de su estuario, o sea 4450 km. Si, en cambio, el nacimiento de su principal afluente, el río Irtysh, se considera como el inicio de una arteria fluvial Obi-Irtysh, la longitud total alcanzada es de 5410 km; (6210 km con el estuario).
El Obi no es el río más largo que recorre Rusia, distinción que le corresponde al río Lena (Lena-Vitim-Vitimkan) 4692 km), pero en su cuenca hay algunos de los recorridos fluviales más largos del país: el sistema Obi–Chulym–Iyus Blanco alcanza los 4565 km (2542+1799+224 km); y el sistema Obi–Katun, llega a 4338 km.

#### El Obi superior
La parte superior del curso principal del río se extiende de la confluencia del Katún y el Biya hasta al encuentro del Obi con su afluente el río Tom, a unos cincuenta kilómetros al noroeste de Tomsk.
El encuentro de los dos ríos originarios de los montes Altái, el Katún (cuyas aguas proceden de la fusión de las nieves de las altas cumbres), al oeste, y el Biya (emisario del lago Telétskoye), al Este, da nacimiento al río Obi, aguas abajo de Biysk. Estos dos cursos de agua, de longitudes respectivas de 688 km y 301 km, y de caudal constante, aportan 626 m³/s y 477 m³/s al río recién nacido.
El Obi toma, en la primera parte de su curso, una dirección occidental, y recibe, por su orilla izquierda, numerosos afluentes de poca longitud (comparativamente a los de más abajo), entre ellos el Peschánaya, el Anuy y el Charysh. El río presenta aún un desnivel medio relativamente fuerte de 2,5 ‰, pero ya ve entorpecido su lecho por bancos de arena y por islas. Después de su encuentro con el río Charysh, se orienta hacia el norte, tomando la dirección de Barnaul, el valle así como el cauce se amplían. El Obi adquiere definitivamente su aspecto de curso de agua de llanura después de haber recibido la contribución del Aley, tributario por su orilla izquierda. En Barnaul, el Obi retoma una orientación occidental, su valle se amplía aún más, llegando a medir entre 5 y 10 kilómetros de ancho, con la orilla izquierda más escarpada que la derecha; su lecho se complica (numerosos brazos, presencia de lagos) mientras que su profundidad media aumenta. El río cambia de nuevo de dirección en Kamen-na-Obí, siguiendo un curso orientado al noreste, el valle se estrecha, no midiendo más que de 3 a 5 kilómetros de ancho antes de entrar en el inmenso embalse de Novosibirsk. A partir de esta última ciudad, discurriendo siempre hacia el Ártico, el Obi entra en una región forestal donde dominan los abedules y los álamos. Su velocidad de paso disminuye, su valle mide cerca de 20 kilómetros de ancho por término medio. El curso superior acaba cuando el río se encuentra con su gran afluente por la orilla derecha el río Tom cerca de la ciudad de Tomsk.

#### El Obi medio

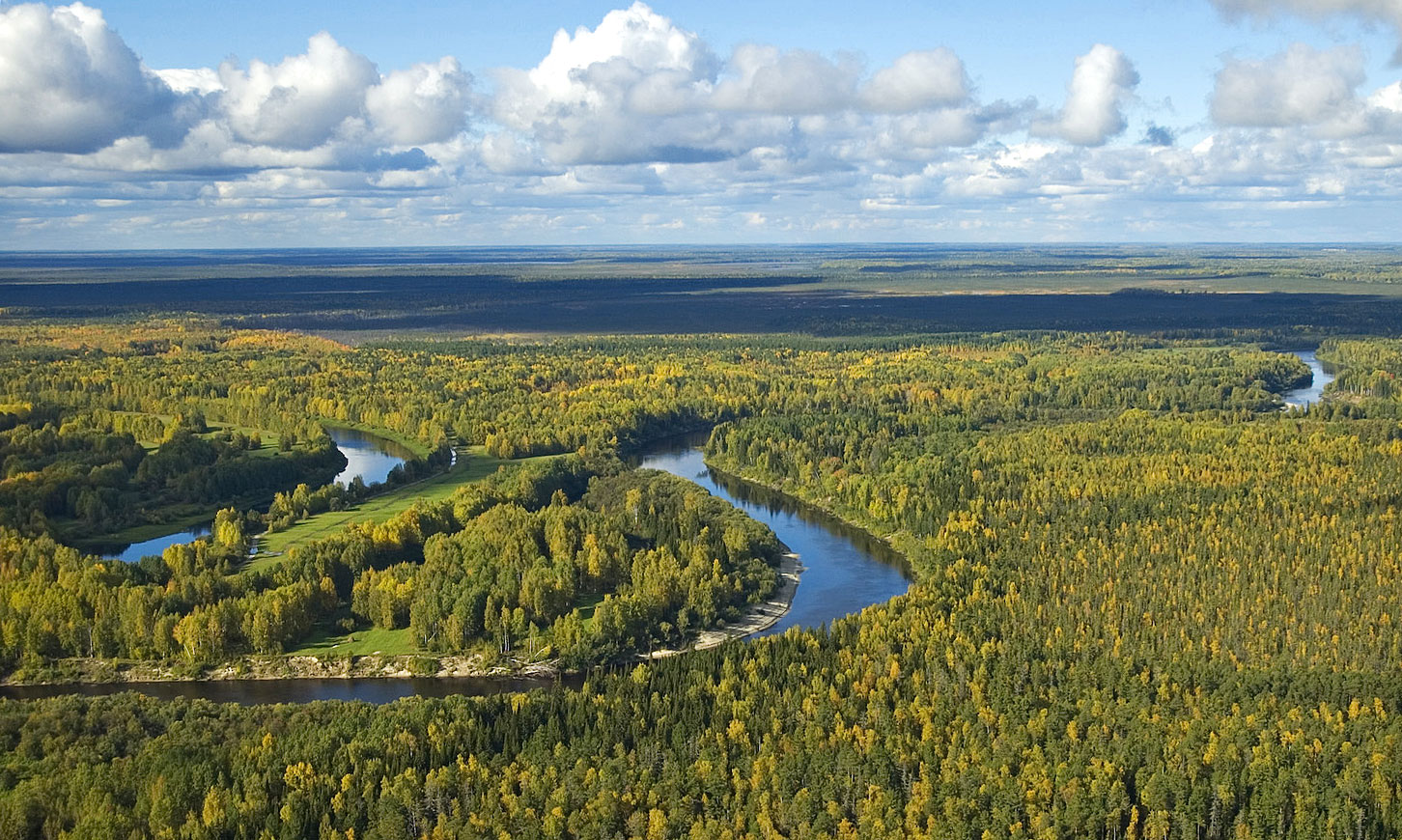
Uno de los afluentes del río por la izquierda del Obi: el Vasiugán

Esta parte del río se extiende desde la confluencia con el Tom hasta la unión con su principal afluente, el río Irtish; aquí el curso sigue una dirección occidental. 
Más abajo de la confluencia con el Tom, el curso de agua siberiano recibe varios afluentes que, si por la orilla izquierda, son de poca longitud (Chaya, Parabel), con la excepción del río Vasiugán, por la orilla derecha, al contrario, tienen cuencas hidrográficas más importantes. El Obi recibe sucesivamente las contribuciones del río Culym, del río Ket, del río Tym, del río Vaj y del río Agan. A partir de su confluencia con el Agan, el río toma una dirección occidental y recibe numerosos afluentes de longitud media: en la orilla derecha, el Tromégan, el Lyamin y el Nazym, en la orilla izquierda, el Gran Yugán y el Gran Salym, antes de unirse con su principal tributario, el río Irtysh cerca de Jantý-Mansiysk. Este último, nacido en las montañas de Mongolia, tiene una longitud muy superior al Obi con sus 4248 km pero, debido a lo escaso de las precipitaciones que caen en su cuenca hidrográfica, tiene un caudal bajo (menos de  3000 m³/s). 
A partir de su encuentro con el río Vasiugán, el Obi entra en el ámbito de la inmensa taiga siberiana. Su pendiente disminuye y su valle se amplía de nuevo para alcanzar de 30 a 50 kilómetros mientras que el lecho principal del río se amplía, y de un kilómetro en los estiajes, puede alcanzar tres kilómetros en el período de crecidas. La profundidad del lecho permanece entre los 4 a 8 metros durante las aguas bajas. En período de crecida, el Obi se desborda de su cauce menor e inunda el valle en varias decenas de kilómetros durante dos a tres meses.

#### El Obi inferior

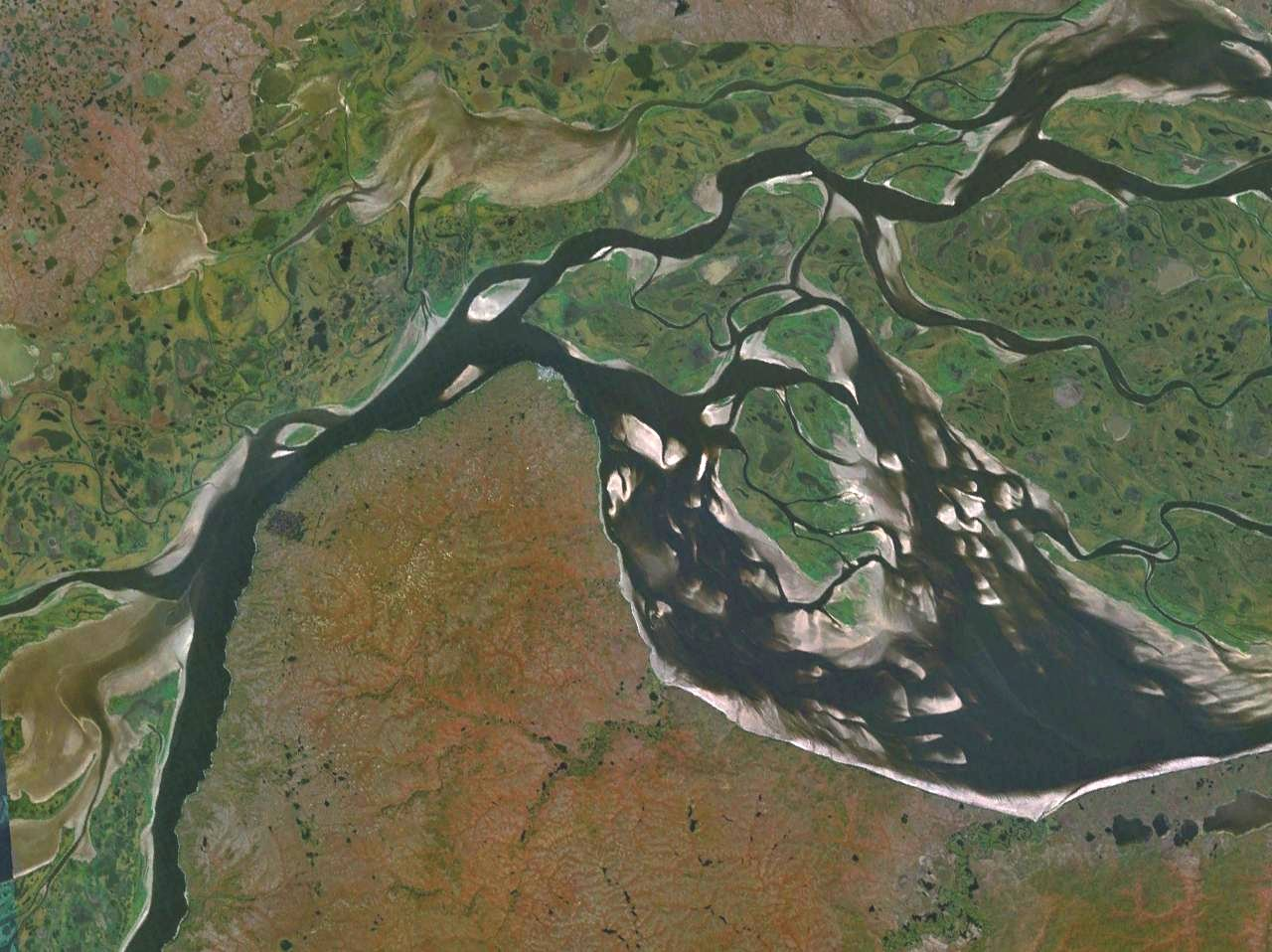
Imagen satélite del delta del Obi

Esta última parte del curso comienza después de la confluencia con el Irtysh. El Obi deja su dirección occidental para tomar una dirección norte-noreste hasta Peregrióbnoye. En esta ciudad, toma una orientación totalmente norte. El río cruza el límite septentrional de la taiga antes de penetrar en la tundra cuando llega a su delta. 
En un amplio valle de 30 kilómetros, dominado por alturas de medianas en la orilla derecha, el curso de agua discurre lentamente dividiéndose, poco antes del Peregrebnoye, en dos brazos: el gran (Bolshaya) Obi a la derecha, el pequeño (Malaya) Obi a la izquierda. Cada uno de sus brazos recibe afluentes, el Kunovat y el Kazym para el primero, el Synya y el Sosva del Norte para el segundo. Antes de llegar a Shuryshkary, el río tiene un lecho de 19 kilómetros de amplio y 40 metros de profundidad. Tras la confluencia, más allá de Salejard, con el Poluy, el Obi se divide de nuevo en dos brazos, el Khamanelsk Obi (izquierda) y el Nadym Obi (derecha) para formar un delta. Este delta se abre sobre el golfo del Obi (en ruso Óbskaya Gubá), calificado de estuario. La ambigüedad sobre este espacio y sobre el término que debe emplearse para designarlo conduce a su exclusión, en todas las fuentes, en el cálculo de la longitud del río. Con 800 kilómetros de largo y de 30 a 100 de amplio, posee su propia zona de captación, cubriendo una superficie de 105 000 km² antes de su encuentro con el mar de Kara. 
Sobre la costa oriental, se abre un divertículo, el golfo del Taz, desembocadura del río del mismo nombre, que drena el distrito autónomo de Yamalo-Nénets y posee una cuenca de 150 000 km² y una longitud superior a 1400 km.
El golfo (o estuario) del Obi, poco profundo (de 10 a 12 metros), divide las penínsulas de Yamal y Gyda; el litoral oriental es muy escarpado mientras que el occidental es bajo y pantanoso.

### Mapas

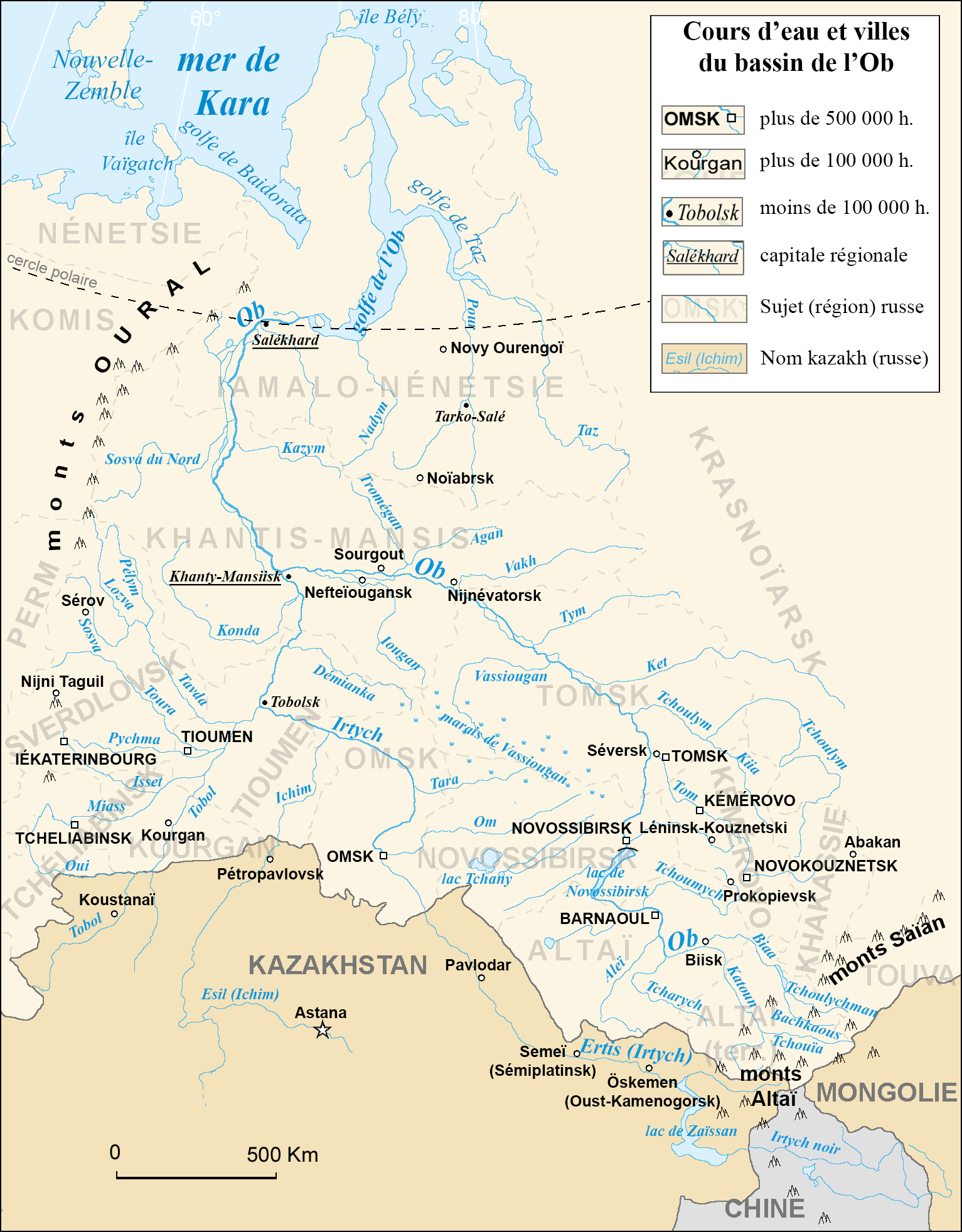
Principales ciudades en la cuenca del río Obi
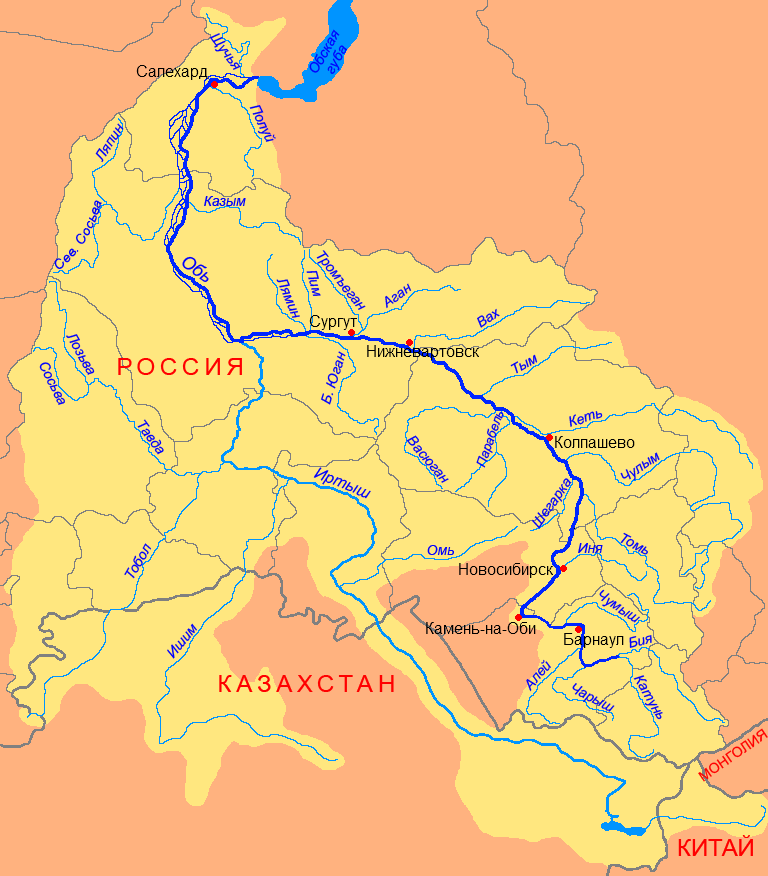
Mapa en ruso del Obi
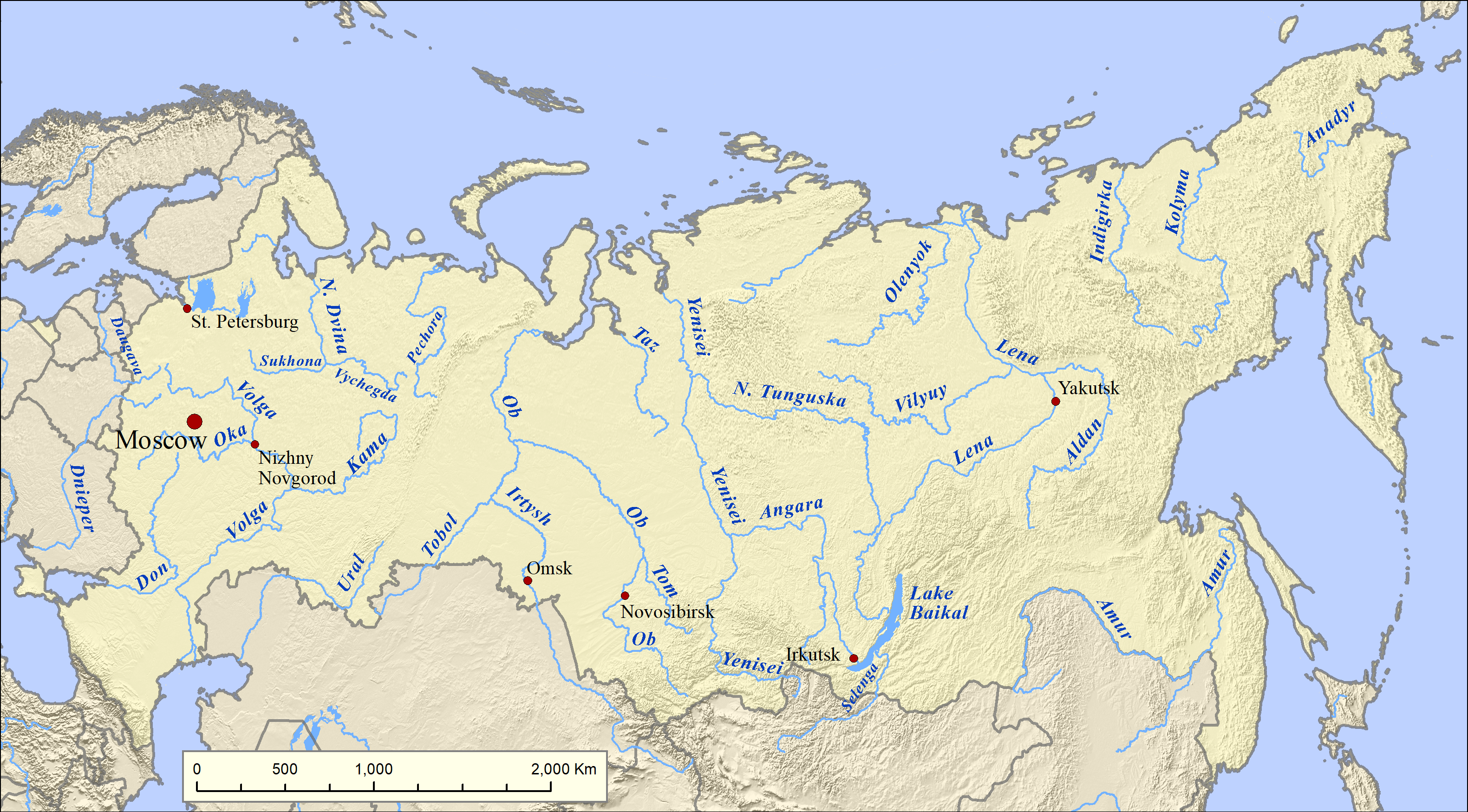
El Obi en un mapa de los ríos de Rusia

En el segundo mapa se pueden leer los nombres de las siguientes ciudades en su curso: Barnaúl (Барнау́л), Kamen-na-Obí (Ка́мень-на-Оби́), Novosibirsk (Новосиби́рск), Kolpáshevo (Колпа́шево), Nizhnevártovsk (Нижнева́ртовск), Surgut (Сургут) y Salejard (Салехард).

### Hidrografía

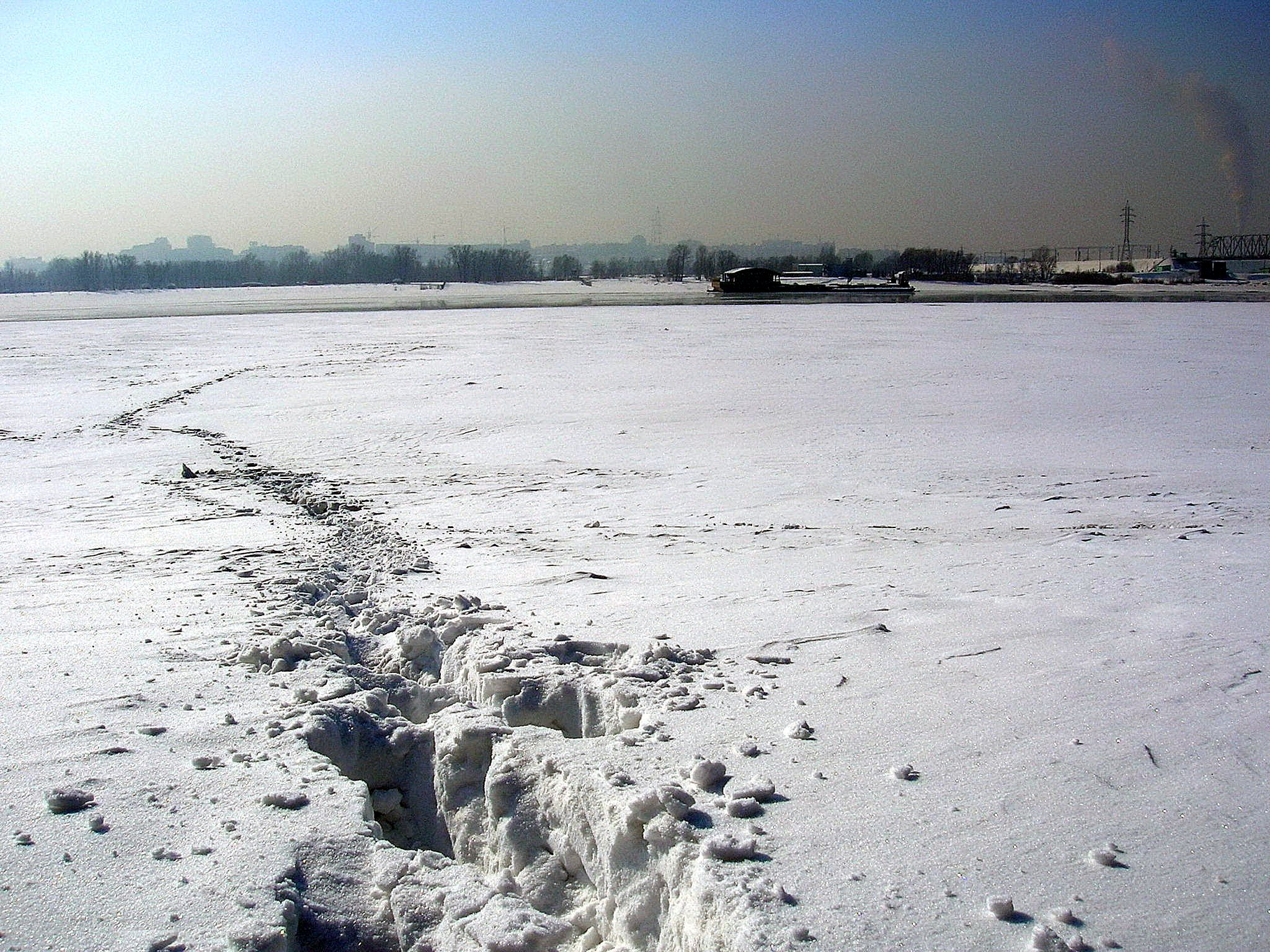
El Obi congelado en Novosibirsk

La cuenca del Obi cubre en total una superficie de alrededor de 2 975 000 km². Esta superficie incluye una zona esteparia de 521 000 km² poco irrigada que no da lugar a ninguna aportación superficial y en consecuencia no viene a reforzar el caudal del río. En función de la consideración o de la exclusión de este espacio, esta cuenca es la quinta o la sexta más amplia del mundo después de las del Amazonas, del Congo, del Misisipi, del Nilo y más o menos como la del Yeniséi.
La cuenca se reparte por el territorio de cuatro Estados: Rusia (73,77%) y Kazajistán (24,71%) que comparten la casi totalidad de su superficie, China (1,51%) y Mongolia (0,01%) que no participa más que de manera marginal. En su mayor parte (85%), está constituida por la llanura de Siberia occidental. El único relieve está formado por pequeñas colinas, llamadas grivy, con orientación suroeste - noreste. Este llano es una zona de inundación; los sedimentos se acumularon en más de 6000 metros de grosor sobre capas de terrenos de la era secundaria. Estos extensos horizontes llevan la marca de las grandes glaciaciones, con la presencia de numerosos rastros morrénicos y de terrazas fluvioglaciares. 
El Obi debe, por otra parte, su estuario a estas glaciaciones, en cuyo fondo forma un delta, este estuario es el testimonio de una costa antaño sumergida, cuando el continente estaba más hundido por el peso de los hielos que se extendían hasta los 110° de longitud este. 
Hasta su confluencia con el Irtysh, el Obi toma un antiguo canal glacial anteriormente ocupado por un curso de agua que corría hacia la depresión aralo-caspiana. La elevación de la parte meridional de Siberia orientó la red hidrográfica hacia el norte. Esta parte meridional está constituida por las montañas del Altái y su ante-país que corresponde a la zona donde el río recoge un gran caudal aunque apenas representa más de un 10% de la superficie total de la cuenca. 
La cuenca hidrográfica posee más de 1900 cursos de agua con una longitud de 180 000 km. El principal tributario del Obi, el Irtysh, posee, aunque aporta poca agua al río, una extensa cuenca de 1 593 000 km², lo que representa cerca del 54% de la superficie total.

### Clima e hidrología

Caudal mensual del Obi en Barnaúl

Caudal mensual del Obi en Salejard

Muy extensa, la cuenca del Obi puede dividirse en tres zonas climáticas. Al sur de la línea Omsk-Tomsk (alrededor 55° de latitud septentrional) prevalece el clima siberiano meridional de verano cálido (más de 25 °C en julio) e invierno duro (-15 °C en enero), con temperaturas inferiores a 0 °C de 120 a 180 días al año en la cuenca del Irtysh, de 180 a 210 días en la del Obi (las temperaturas extremas pueden elevarse a más de 40 °C y descender a -60 °C).
Al norte de esta zona hasta el estuario se encuentra el clima siberiano de verano fresco (+15 °C en julio) e invierno severo (-10 °C en enero), por fin el estuario tiene un clima ártico (como en Novyi Port), donde las temperaturas más bajas alcanzan - 32 °C en diciembre y las más altas se elevan a +11 °C en julio. Estas bajas temperaturas que dominan en el conjunto de la cuenca hacen que las aguas del río se hielen durante varios meses al año. En el curso superior, el Obi se congela de principios de noviembre a finales de abril en Barnaoul; en Salekhard, sus aguas se hielan de finales de octubre a principio de junio.
Las precipitaciones anuales son escasas en casi la totalidad de la cuenca -alrededor de 400 mm en el Norte, de 500 a 600 mm en la zona de clima siberiano de verano fresco, de 300 a 400 mm más al sur (clima siberiano meridional), y caen, las cuatro quintas partes, durante el período estival limitada a dos meses. Solo la zona montañosa del Altái recibe abundantes precipitaciones (del orden de 2000 mm al año), y, gracias a sus glaciares, abastece abundantemente los afluentes más meridionales del Obi. 
Su curso de llanura es determinante para dar al río un caudal mediocre (4,3 l/s/km²) con relación a la amplitud de su cuenca. Llegando al llano, el Obi se convierte en un curso de agua muy lento cuyo régimen varía muy poco del sur al norte y que sufre una evaporación bastante importante que dura el corto, pero a veces cálido, período estival. 
En Barnaul donde el caudal medio alcanza los 1488 m³/s al igual que en Novosibirsk donde es de 1760 m³/s, el Obi presenta aún un régimen hidrológico de tipo nival mixto (montaña y llano). Más al norte, se convierte en un río de llanura, cuya escasa alimentación hace que tenga un caudal específico bajo (la unión con el Irtysh, de muy bajo caudal específico, no modifica esta característica). El régimen del Obi presenta entonces las características del tipo nival de llanura clásico con aguas altas en mayo y en junio, y los mínimos de marzo a abril. El Obi es el menos caudaloso de los ríos siberianos con un caudal medio de 12 760 m³/s en Salekhard. (El valor máximo registrado es de 42.800 m³/s, la cifra mínima de 2.000|m³/s}}).

## Obras de acondicionamiento

### Navegación

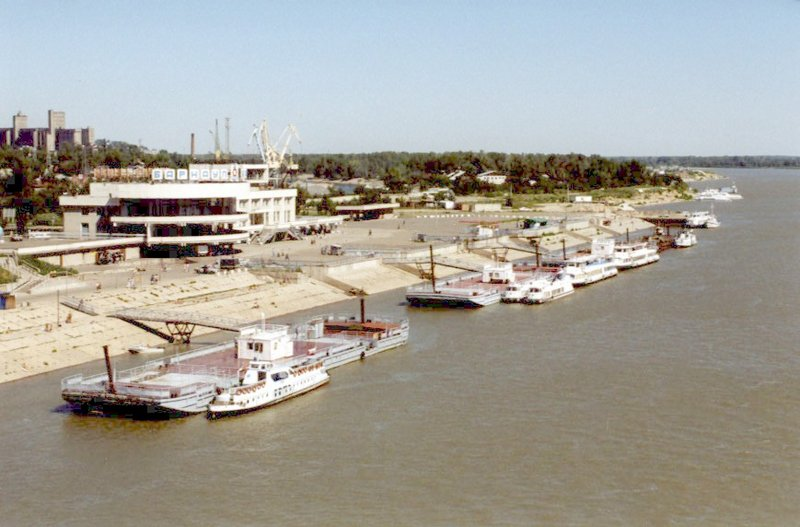
El puerto de Barnaúl sobre el Obi

El Obi es una vía de comunicación esencial para Siberia occidental, aunque solo sea navegable 190 días al año por término medio en su curso superior y alrededor de 150 días en su curso inferior. Una buena parte de las mercancías transportadas por el río sigue a continuación por la ruta marítima del norte a través del Ártico. El transporte fluvial actúa complementariamente con el Transiberiano, que garantiza las conexiones Este-Oeste entre las grandes cuencas siberianas: cuenca agrícola de Omsk sobre el Irtysh y cuenca carbonífera de Kouzbass sobre el río Tom. El gran eje ferroviario cruza el Irtysh en Omsk y el Obi en Novosibirsk, la vía férrea del Turksib, que une Asia Central con Siberia, se une al Transiberiano en esta última ciudad, después de haber cruzado el Obi superior en Barnaul.
Al final del siglo XIX, un conjunto de canales, que utilizaba el río Ket, fue construido para comunicar el río Obi con el Yenisséi, pero fue abandonado ya que no era competitivo con relación al transporte ferroviario.

### Equipamientos hidroeléctricos
Las posibilidades hidroeléctricas del Obi y de sus afluentes son considerables y están estimadas en 250 mil millones kvh pero la producción es escasa respecto a sus posibilidades. EL Obi solo proporciona energía hasta un máximo de 2 mil millones de kvh y el Irtysh de 4 mil millones de kvh. Los principales embalses se localizan en Novossibirsk sobre el Obi y en Bukhtarma y Öskemen sobre el Irtysh. El primero de ellos es abastecido por un extenso lago de retención, el más importante de Siberia, con una superficie de 1070 km² y con una profundidad media de 9 metros. 

## Asentamiento y actividades

### Población y ciudades

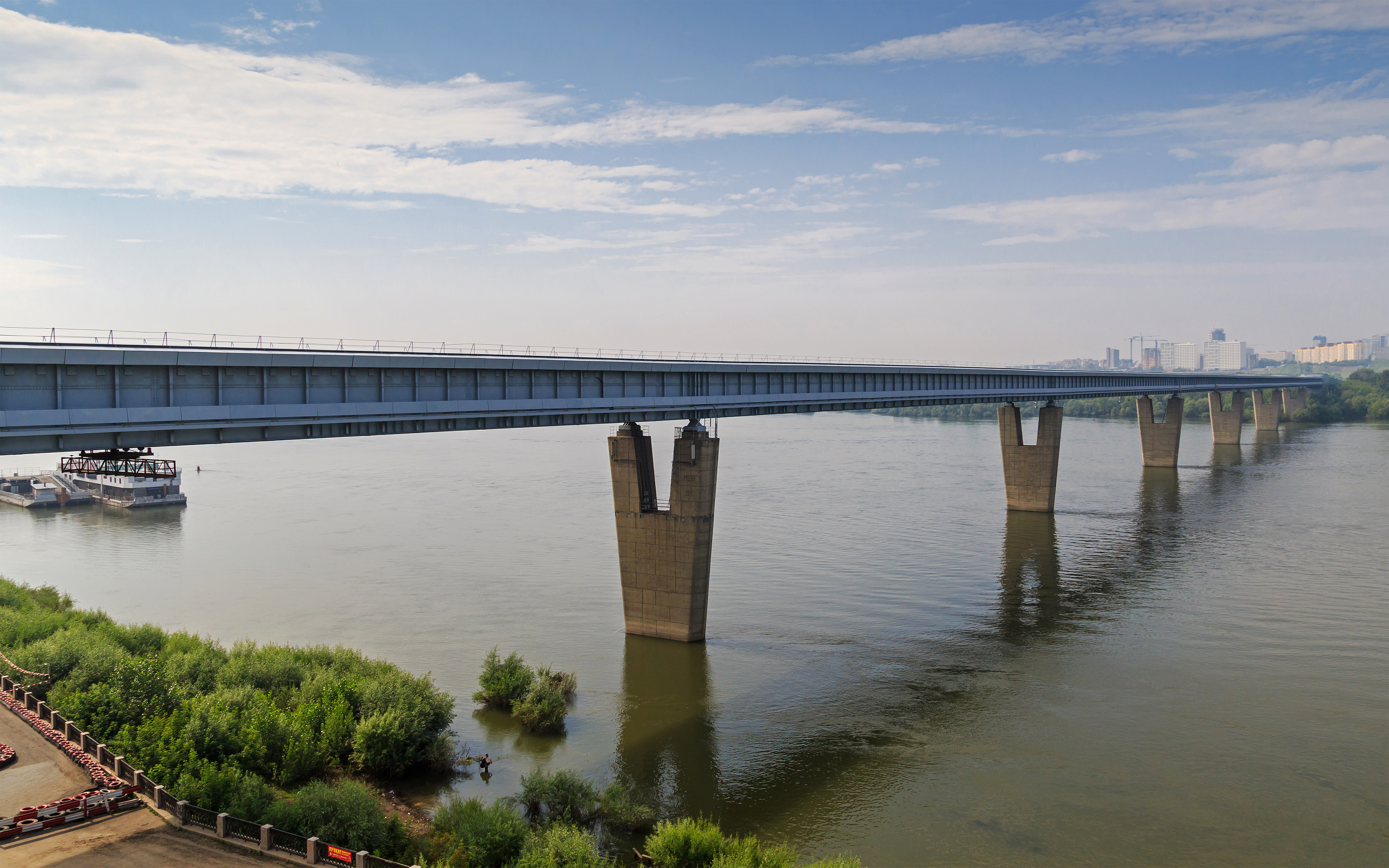
Puente sobre el Obi en Novosibirsk

La cuenca del Obi se localiza cerca del 75% sobre territorio ruso y, circunstancialmente, sobre el norte de Kazajistán. La mayoría de la población está formada por eslavos. Existen sin embargo pueblos no eslavos como el de los kazajos que se concentra esencialmente en la cuenca media del Irtysh, los pueblos de habla turca de los altáis y los shor en las zonas montañosas meridionales. Los tártaros en el curso del Irtysh y los khantys y mansis) en el Obi. 
En la parte septentrional viven los 
pueblos Nénètse, Nganasan, Énètse y Selkup de los que algunos practican aún el nomadismo. La población se concentra fundamentalmente en los valles, las principales ciudades están sobre las orillas del Obi y de sus afluentes. Desde el nacimiento hasta la desembocadura se localizan las siguientes ciudades: 
- sobre el Obi, Biisk, Barnaul, Novosibirsk, Nijnevartovsk, Sourgout, Salekhard;
- sobre el Tom, Tomsk, Séversk;
- sobre el Tioura, Tiumén;
- sobre el Isset, Ekaterimburgo;
- sobre el Irtysh, Omsk;
- sobre el Tobol, Kourgan.

### Economía
Las actividades agrícolas e industriales se desarrollaron mucho en la cuenca del Obi durante el período soviético. Hoy día, y a pesar de un repliegue en los años noventa, Omsk, Novossibirk y Barnaul aparecen como los principales centros industriales. El sur de la cuenca, que corresponde a la zona esteparia, es la principal región productora de trigo de primavera de Rusia. Pero actualmente es sobre todo la extracción de petróleo y de gas natural en el centro y el norte de la cuenca lo que produce la riqueza de este extenso espacio (cerca de los 2/3 de hidrocarburos rusos se producen allí). La principal zona de extracción se localiza en el distrito autónomo del Khantys-Mansis, explotada desde 1965 y calificada de tercer Bakú. Desde que comenzó la explotación del potencial del subsuelo, se han extraído no menos de 6 mil millones de toneladas de petróleo y 500 mil millones de m³ de gas natural; las dificultades inherentes a esta región, la naturaleza hostil y la falta de inversiones en técnicas más potentes condujeron a una disminución de la producción desde 1987 (aunque representara aún cerca de la mitad del petróleo de la Federación Rusa.

## Medio natural

### Fauna y flora

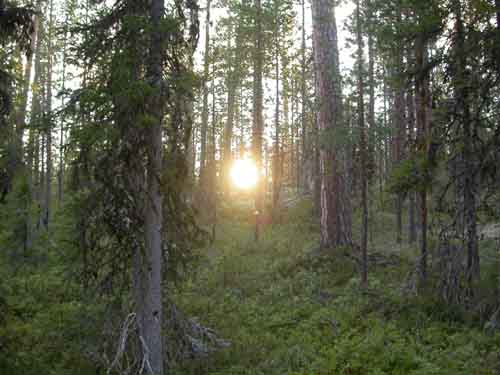
Sol poniente sobre la taiga siberiana

La cuenca presenta formaciones vegetales variadas. Al sur, en la zona correspondiente al clima siberiano meridional, se desarrollan el prado siberiano, estepa de hierbas, accidentada con depresiones salinas o solonetz, de ciénagas, con bosquecillos de abedules, de álamos y de pinos.
La cuenca del Irtysh, sobre sus márgenes sur-occidentales y en los valles del Tobol y del Ichim, se sitúa al límite del clima desértico de Kazajistán y es el ámbito de la estepa dónde no se encuentran árboles. Más al norte, la taiga se desarrolla en el clima siberiano de verano fresco y está salpicada de marismas llamadas ourmany, ésta precede a la tundra que ocupa la parte más baja del río. 
Más de una cincuentena de especies de peces viven en la cuenca del Obi y en el extenso estuario. De todas ellas, las más importantes económicamente son algunas variedades de esturiones como el Stenodus leucichthyse, y el Coregonus nasuse. Existen también: la perca, el rape, la carpa, el lucio y el alburno. La congelación estacional de las aguas de los cursos de agua en la parte baja de la cuenca, (desde la confluencia con el Tym hasta el delta) contribuye a una fuerte disminución de la oxigenación de las aguas, e implica una elevada mortalidad en los peces. 
Entre los mamíferos presentes en el valle del Obi y de sus afluentes es posible descubrir a numerosos animales de piel valiosa, como el visón, la marta (Mustela erminea), la nutria, el castor, pero también el lobo, el zorro, el alce, la liebre ártica y el ratón almizclero. Más de 170 especies de aves viven en las orillas del río y los afluentes que le abastecen, entre las que se encuentran numerosas perdices, gansos, patos, urogallos o gangas.

### Problemas ecológicos

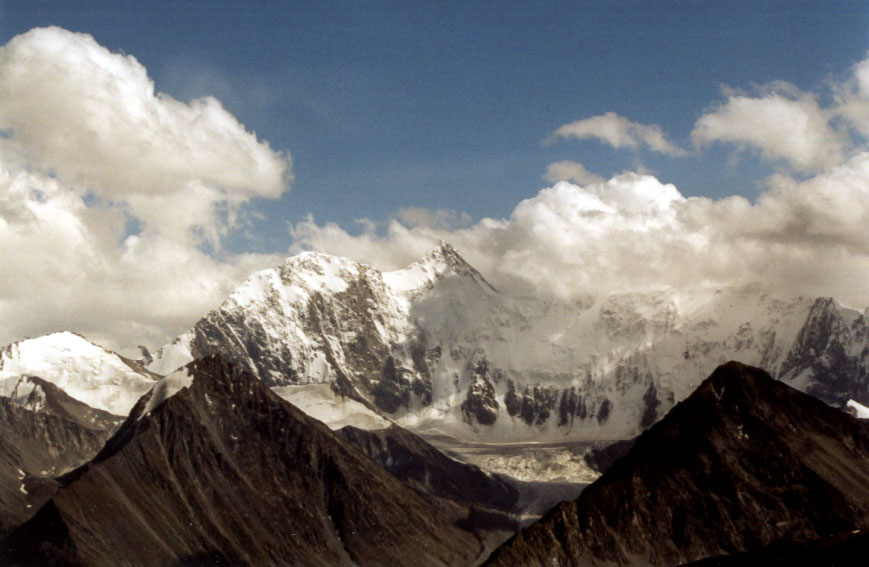
La fusión rápida de los glaciares del Altái multiplica el riesgo de crecidas del Obi

Su principal afluente el Irtysh tiene parte del curso superior (alrededor del 30% de su longitud total) en China, que tiene previsto, desde 1997, la construcción de obras que conducirán a desviar una parte importante de las aguas del río (como mínimo 20%), para el riego de sus territorios áridos del noroeste. La región de Omsk depende de las aguas del Irtysh. La disminución de su caudal podría ser catastrófica, reduciendo los volúmenes de pesca local, el riego de los campos y privando a la industria de una parte de su suministro. Las consecuencias ecológicas no serían menos graves, numerosas especies de peces podrían desaparecer. 
La contaminación de las aguas del Obi y de sus afluentes por los residuos industriales y urbanos es muy grave y sigue extendiéndose. La degradación de la calidad de las aguas estaba localizada, hasta principios de los años ochenta, sobre todo en el curso superior del Obi y del Irtysh, es decir, cerca de los lugares más poblados y más industrializados de la Siberia occidental. Hoy día, como consecuencia del desarrollo de las zonas de extracción petrolífera y gasera, la contaminación es mayor y alcanza a las regiones más septentrionales. Los accidentes de oleoductos, las fugas de los pozos y de las estaciones de bombeo, son las causas principales de la contaminación de los cursos de agua y de los suelos por los hidrocarburos. Los efectos de estos efluentes son tanto más inquietantes cuanto que se producen en medios de baja capacidad de autodepuración. 
Uno de los afluentes de la orilla derecha, el río Tom, cruza el Kouzbass, el más importante centro de extracción de carbón en Rusia y uno de los mayores centros de la metalurgia y la industria química. Un estudio realizado por el Instituto de los problemas acuáticos y ecológicos y de otros institutos de la rama siberiana de la Academia rusa de las Ciencias revela que este río está muy expuesto a la contaminación de origen antrópico, en particular aguas abajo de los grandes centros industriales.

## Sitios Ramsar en el curso del Obi

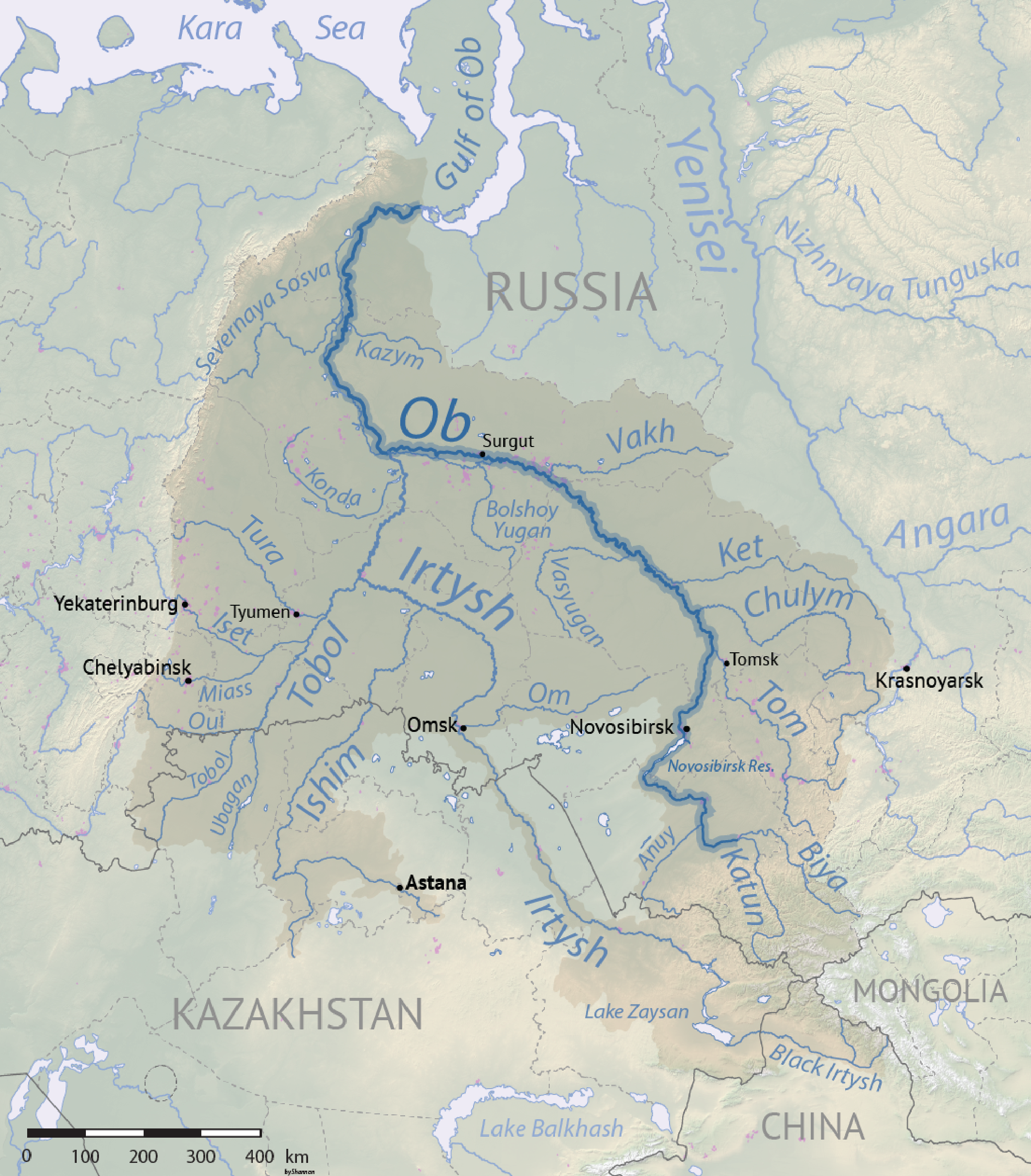
Cuenca del río Obi

En la inmensa llanura aluvial del río Obi hay cuatro sitios Ramsar. Dos de gran extensión se encuentran en la cuenca inferior del río; reciben el nombre de Dvuobje superior y Dvuobje inferior. Un tercer sitio Ramsar se halla en las islas de su estuario, a la entrada del Golfo del Obi. El cuarto se encuentra entre los ríos Ishim y  Tobol, afluentes del Irtish por la izquierda, y este a su vez del Obi.

#### Dvuobje superior
En el distrito autónomo de Janti-Mansi, en la llanura aluvial del río Obi, el sitio Ramsar número 678 (61°42′N 67°10′E) cubre una superficie de 4700 km2. Comprende una red de afluentes que forman canales fluviales serpenteantes, lagos permanentes y estacionales (sors), marismas, islas boscosas y prados en la alta taiga. Estos hábitats interactúan, formando un mosaico complejo y único de hábitats terrestres y acuáticos. Junto con el sitio Ramsar del Dvuobje inferior forman uno de los hábitats de aves acuáticas y áreas de anidación más ricos del mundo, y sustentan numerosas especies de aves acuáticas amenazadas a nivel nacional o mundial. El área alberga grandes poblaciones de aves acuáticas que se reproducen, mudan y migran. El número estimado de aves acuáticas que migran a través del área en primavera es de 500.000 a 3.000.000 de individuos, siendo varias especies de patos las más numerosas. Las aves acuáticas reproductoras alcanzan las 300.000 parejas. El sitio alberga una rica fauna de mamíferos y peces. Las actividades humanas incluyen la educación para la conservación, la producción de peces, la caza de aves acuáticas, la recolección de heno y el pastoreo de ganado.

#### Dvuobje inferior
En los distritos autónomos de Janti-Mansi y el Yamalia-Nenetsia, en la llanura aluvial del río Obi, la más grande de Eurasia septentrional, 100 km al sur del punto donde el Obi entra en el golfo del Obi. El sitio Ramsar número 677 (64 ° 32′N 65 ° 46′E / 64,533 ° N 65,767 ° E) tiene una extensión de 5400 km2 y está dividido en tres sectores para cubrir la desembocadura de los tres ríos tributarios. El sitio está formado por una red única de valles de llanuras aluviales fluviales, islas, lagos y cuerpos de agua temporales (o "sors"), y un pseudodelta extendido. Los hábitats incluyen ciénagas de sauces, asociaciones de vegetación "sor", pantanos y praderas de turba, arbustos y sauces. El sitio alberga hasta 500 000 aves acuáticas durante la migración y sustenta un número importante a nivel internacional de aves acuáticas en reproducción y muda, especialmente patos y cisnes, y varias especies amenazadas. Los humedales proporcionan importantes áreas de alimentación para el esturión y el pescado blanco y sustentan una rica población de mamíferos. Las actividades humanas incluyen el pastoreo de ganado y la producción de heno, la pesca comercial, la captura de pieles, la extracción de madera y la educación para la conservación.

#### Islas del estuario del Obi

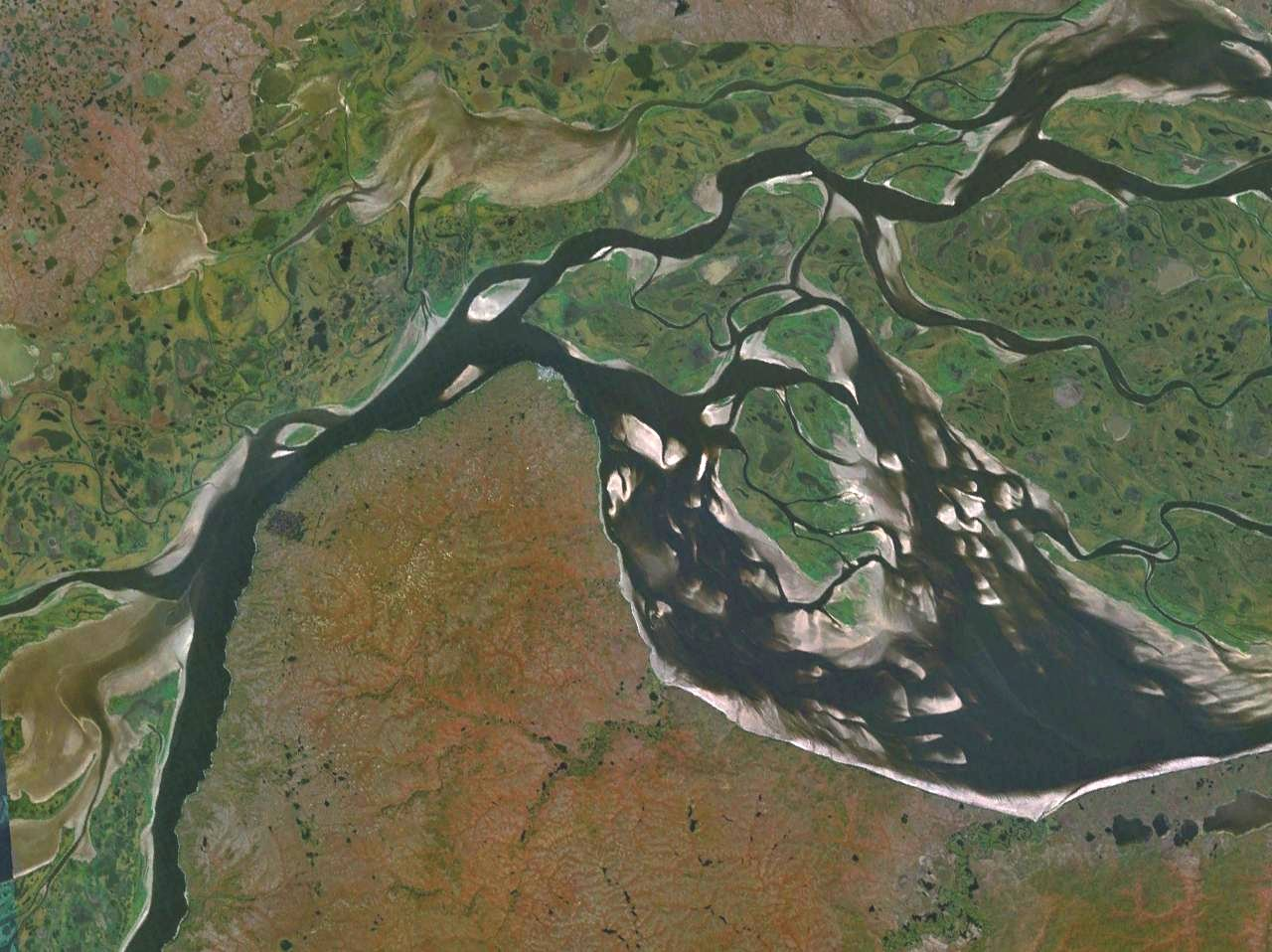
Delta del río Obi

En el distrito autónomo de Yamalia-Nenetsia, donde la inmensa llanura aluvial del Obi se abre al golfo del Obi, a 500 km del mar de Kara, al norte, ya en el Océano Glacial Ártico, el 40 por ciento de la zona está recubierto de agua temporalmente, formando lo que se llaman sors (islas que quedan bajo el agua una parte del año). En esta zona, 1280 km2 fueron declarados sitio Ramsar (66°40′N 70°58′E) número 676 en 1994. También es reserva natural, zakáznik y santuario de la naturaleza. Como continuación de la llanura aluvial, consiste en un complejo de islas, lagos, canales, praderas inundables y turberas. Los hábitats incluyen zonas pantanosas y herbazales consistentes en juncales, gramíneas y sauces. El sitio se halla en una importante zona migratoria y es una de las más importantes del hemisferio norte. El número de aves que anidan aquí fluctúa de año en año, variando entre 500 y 2000 aves por cada 10 km2, dependiendo de los niveles del agua. También es una zona importante por el pescado blanco, cuyas amplias poblaciones abarcan varias especies. Las actividades humanas incluyen producción de esturiones y pescado blanco, cosecha de heno, navegación a vela, pastoreo de renos, conservación y educación.

#### Estepa arbolada de Tobol-Ishim

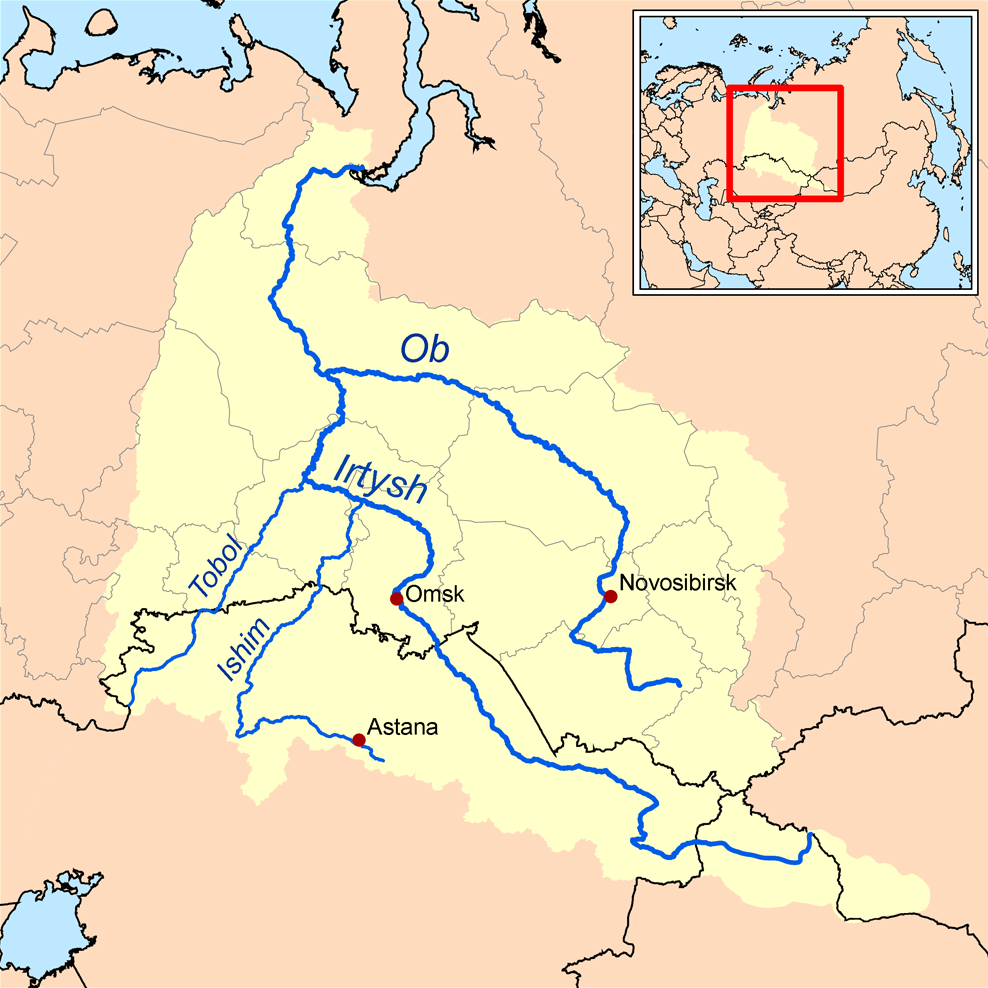
Los ríos Tobol e Ishim en la cuenca del río Obi

En el sur de la llanura de Siberia Occidental, entre los ríos Tobol e Ishim, afluentes del Irtish, y este a su vez del Obi, por la izquierda, una extensa región esteparia y a la vez boscosa fue declarada sitio Ramsar número 679 en 1994, con una extensión de 12.170 km2 (55°27′N 69°00′E). Incluye una reserva natural estatal, un refugio de vida salvaje y un Monumento natural. La región se encuentra solo a 100 m sobre el nivel del mar. El paisaje está formado por bosques de sauces y abedules entremezclados con humedales formados por lagos y ríos con áreas pantanosas, turberas y estepas, muchas de ellas cultivadas. La vegetación incluye juncales, carrizales, turberas y musgos. El régimen hidrológico de los lagos se caracteriza por ciclos de 20 a 50 años de inundación, según el ciclo climático. Estos ciclos causan cambios dinámicos en la salinidad y las comunidades vegetales. El mosaico de humedales alberga una rica diversidad de hábitats y especies. Al menos, hay 20 especies de aves en peligro. La ruta migratoria es usada por millones de aves cada primavera y otoño, y es importante para la cría.

## Afluentes
El río Obi tiene muchísimos afluentes, siendo los más importantes los que recoge la Tabla siguiente (la tabla no está completa). 
Entre 150 km y 200 km de longitud hay afluentes importantes como el río Yung Na, el río Terkahes, el río Liong Azul y el río Kayson 
| Ramal | Ramal | km (boca) | Nombre río          | Nombre río          | Nombre río          | Nombre río          | Nombre río          | Nombre río          | Nombre (ruso)   | Desembocadura   | Longitud (km) | Cuenca (km²) | Caudal (m³/s) | Sujeto(s) federal(es) ruso(s)                                            | Otro(s) país(es) | Tramo                  |
| I     | —     | 3647      | Río Katun           | Río Katun           | Río Katun           | Río Katun           | Río Katun           | Río Katun           | Катунь          | Obi             | 688           | 60 900       | 626           | República de Altái · Krai de Altái                                       | —                | Curso Superior         |
| —     | —     | —         | —                   | Río Chuya           | Río Chuya           | Río Chuya           | Río Chuya           | Río Chuya           | Чуя             | Katun           | 320           | 11 200       | 42            | República de Altái                                                       | —                | Curso Superior         |
| —     | —     | —         | —                   | Río Argut           | Río Argut           | Río Argut           | Río Argut           | Río Argut           | Аргут           | Katun           | 230           | 9550         | 95            | República de Altái                                                       | —                | Curso Superior         |
| —     | D     | 3647      | Río Biya            | Río Biya            | Río Biya            | Río Biya            | Río Biya            | Río Biya            | Бия             | Obi             | 301           | 37 000       | 477           | República de Altái · Krai de Altái                                       | —                | Curso Superior         |
| —     | —     | —         | —                   | Río Chulyshman      | Río Chulyshman      | Río Chulyshman      | Río Chulyshman      | Río Chulyshman      | Чулышман        | Biya            | 241           | 16 800       | 160           | República de Altái                                                       | —                | Curso Superior         |
| —     | —     | —         | —                   | —                   | Río Bashkaus        | Río Bashkaus        | Río Bashkaus        | Río Bashkaus        | Башкаус         | Chulyshman      | 219           | 7700         | 27            | República de Altái                                                       | —                | Curso Superior         |
| I     | —     | 3634      | Río Pestchanaïa     | Río Pestchanaïa     | Río Pestchanaïa     | Río Pestchanaïa     | Río Pestchanaïa     | Río Pestchanaïa     | Песчаная        | Obi             | 400           | 5400         | 31,5          | República de Altái · Krai de Altái                                       | —                | Curso Superior         |
| I     | —     | 3626      | Río Anouï           | Río Anouï           | Río Anouï           | Río Anouï           | Río Anouï           | Río Anouï           | Ануй            | Obi             | 327           | 6930         | 36,1          | República de Altái · Krai de Altái                                       | —                | Curso Superior         |
| I     | —     | 3550      | Río Charys          | Río Charys          | Río Charys          | Río Charys          | Río Charys          | Río Charys          | Чарыш           | Obi             | 547           | 22 200       | 192           | República de Altái · Krai de Altái                                       | —                | Curso Superior         |
| I     | —     | 3490      | Río Aléi            | Río Aléi            | Río Aléi            | Río Aléi            | Río Aléi            | Río Aléi            | Алей            | Obi             | 828           | 21 100       | 33,8          | Krai de Altái                                                            | Kazajistán       | Curso Superior         |
| —     | D     | 3333      | Río Chumish         | Río Chumish         | Río Chumish         | Río Chumish         | Río Chumish         | Río Chumish         | Чумыш           | Obi             | 644           | 23 900       | 145           | República de Altái · Óblast de Kémerovo                                  | —                | Curso Superior         |
| —     | D     |           | Río Berd            | Río Berd            | Río Berd            | Río Berd            | Río Berd            | Río Berd            | Бердь           | Obi             | 363           | 8650         | 45,8          | Óblast de Novosibirsk                                                    | —                | Curso Superior         |
|       |       | 3271      | Río Inia            | Río Inia            | Río Inia            | Río Inia            | Río Inia            | Río Inia            | Иня             | Obi             | 663           | 17 600       | 47            | Óblast de Kémerovo · Óblast de Novosibirsk                               | —                | Curso Superior         |
| —     | D     | 2677      | Río Tom             | Río Tom             | Río Tom             | Río Tom             | Río Tom             | Río Tom             | Томь            | Obi             | 827           | 62 000       | 1100          | República de Jakasia · Óblast de Kémerovo · Óblast de Tomsk              | —                | Curso medio o Alto Obi |
| —     | —     | —         | —                   | Río Kondoma         | Río Kondoma         | Río Kondoma         | Río Kondoma         | Río Kondoma         | Кондома         | Tom             | 392           | 8270         | 123           | Óblast de Kémerovo}                                                      | —                | Curso medio o Alto Obi |
| —     | —     | —         | —                   | Río Mras-Sou        | Río Mras-Sou        | Río Mras-Sou        | Río Mras-Sou        | Río Mras-Sou        | Мрас-Су         | Tom             | 338           | 8840         | 155           | Óblast de Kémerovo                                                       | —                | Curso medio o Alto Obi |
| I     | —     | 2605      | Río Segarka         | Río Segarka         | Río Segarka         | Río Segarka         | Río Segarka         | Río Segarka         | Шегарка         | Obi             | 382           | 12 000       | 12,6          | Óblast de Novosibirsk · Óblast de Tomsk                                  | —                | Curso medio o Alto Obi |
| —     | D     | 2542      | Río Culym           | Río Culym           | Río Culym           | Río Culym           | Río Culym           | Río Culym           | Чулым           | Obi             | 1799          | 134 000      | 785           | Krai de Krasnoyarsk · Óblast de Tomsk                                    | —                | Curso medio o Alto Obi |
| —     | —     | —         | —                   | Río Serej           | Río Serej           | Río Serej           | Río Serej           | Río Serej           | Сереж           | Culym           | 200           | 4750         | 10            | Krai de Krasnoyarsk                                                      | —                | Curso medio o Alto Obi |
| —     | —     | —         | —                   | Río Kija            | Río Kija            | Río Kija            | Río Kija            | Río Kija            | Кия             | Culym           | 548           | 32 200       | 240           | Óblast de Kémerovo · Óblast de Tomsk                                     | —                | Curso medio o Alto Obi |
| —     | —     | —         | —                   | —                   | Río Tchet           | Río Tchet           | Río Tchet           | Río Tchet           | Четь            | Kija            | 432           | 14 300       | 66            | Krai de Krasnoyarsk · Óblast de Tomsk                                    | —                | Curso medio o Alto Obi |
| —     | —     | —         | —                   | Río Chitchkayul     | Río Chitchkayul     | Río Chitchkayul     | Río Chitchkayul     | Río Chitchkayul     | Чичкаюл         | Culym           | 450           | 6150         | 33,5          | Óblast de Tomsk                                                          | —                | Curso medio o Alto Obi |
| —     | —     | —         | —                   | Río Kemtchug        | Río Kemtchug        | Río Kemtchug        | Río Kemtchug        | Río Kemtchug        | Кемчуг          | Culym           | 441           | 10 300       | 60            | Krai de Krasnoyarsk                                                      | —                | Curso medio o Alto Obi |
| —     | —     | —         | —                   | Río Ulujul          | Río Ulujul          | Río Ulujul          | Río Ulujul          | Río Ulujul          | Улуюл           | Culym           | 411           | 8450         | 43,9          | Óblast de Tomsk                                                          | —                | Curso medio o Alto Obi |
| —     | —     | —         | —                   | Río Jaja            | Río Jaja            | Río Jaja            | Río Jaja            | Río Jaja            | Яя              | Culym           | 380           | 11 700       | 88,5          | Óblast de Kémerovo · Óblast de Tomsk                                     | —                | Curso medio o Alto Obi |
| I     | —     | 2403      | Río Chaja           | Río Chaja           | Río Chaja           | Río Chaja           | Río Chaja           | Río Chaja           | Чая             | Obi             | 134           | 27 200       | 70            | Óblast de Tomsk                                                          | —                | Curso medio o Alto Obi |
| —     | —     | —         | —                   | Río Iksa            | Río Iksa            | Río Iksa            | Río Iksa            | Río Iksa            | Икса            | Chaja           | 430           | 6130         | 18            | Óblast de Novosibirsk · Óblast de Tomsk                                  | —                | Curso medio o Alto Obi |
| —     | —     | —         | —                   | Río Parbig          | Río Parbig          | Río Parbig          | Río Parbig          | Río Parbig          | Парбиг          | Chaja           | 320           | 9180         | 29            | Óblast de Tomsk                                                          | —                | Curso medio o Alto Obi |
| —     | —     | —         | —                   | Río Baktchar        | Río Baktchar        | Río Baktchar        | Río Baktchar        | Río Baktchar        | Бакчар          | Chaja           | 348           | 7310         | 17,7          | Óblast de Tomsk                                                          | —                | Curso medio o Alto Obi |
| I     | —     | 2189      | Río Parabel         | Río Parabel         | Río Parabel         | Río Parabel         | Río Parabel         | Río Parabel         | Парабель        | Obi             | 308           | 25 500       | 90            | Óblast de Tomsk                                                          | —                | Curso medio o Alto Obi |
| —     | —     | —         | —                   | Río Kenga           | Río Kenga           | Río Kenga           | Río Kenga           | Río Kenga           | Кенга           | Parabel         | 498           | 8570         | 27            | Óblast de Tomsk                                                          | —                | Curso medio o Alto Obi |
| —     | —     | —         | —                   | Río Tchouzik        | Río Tchouzik        | Río Tchouzik        | Río Tchouzik        | Río Tchouzik        | Чу́зик           | Parabel         | 382           | 9000         | 26,8          | Óblast de Tomsk                                                          | —                | Curso medio o Alto Obi |
| —     | D     | 2246      | Río Ket             | Río Ket             | Río Ket             | Río Ket             | Río Ket             | Río Ket             | Кеть            | Obi             | 1621          | 94 200       | 560           | Krai de Krasnoyarsk · Óblast de Tomsk                                    | —                | Curso medio o Alto Obi |
| —     | —     | —         | —                   | Río Paydugina       | Río Paydugina       | Río Paydugina       | Río Paydugina       | Río Paydugina       | Пайдугина       | Ket             | 458           | 8970         | 70            | Óblast de Tomsk                                                          | —                | Curso medio o Alto Obi |
| —     | —     | —         | —                   | Río Lisitsa         | Río Lisitsa         | Río Lisitsa         | Río Lisitsa         | Río Lisitsa         | Лисица          | Ket             | 414           | 7980         |               | Óblast de Tomsk                                                          | —                | Curso medio o Alto Obi |
| —     | —     | —         | —                   | Río Yeltyreva       | Río Yeltyreva       | Río Yeltyreva       | Río Yeltyreva       | Río Yeltyreva       |                 | Ket             | 332           | 5240         |               | Óblast de Tomsk                                                          | —                | Curso medio o Alto Obi |
| —     | —     | —         | —                   | Río Yelovaya        | Río Yelovaya        | Río Yelovaya        | Río Yelovaya        | Río Yelovaya        | Еловая          | Ket             | 331           | 6230         |               | Krai de Krasnoyarsk                                                      | —                | Curso medio o Alto Obi |
| —     | —     | —         | —                   | Río Orlovka         | Río Orlovka         | Río Orlovka         | Río Orlovka         | Río Orlovka         | Орловка         | Ket             | 327           | 9010         | 65            | Óblast de Tomsk                                                          | —                | Curso medio o Alto Obi |
| —     | —     | —         | —                   | Río Mendel          | Río Mendel          | Río Mendel          | Río Mendel          | Río Mendel          | Мендель         | Ket             | 366           | 3800         |               | Krai de Krasnoyarsk                                                      | —                | Curso medio o Alto Obi |
| I     | —     | 2169      | Río Vasyugan        | Río Vasyugan        | Río Vasyugan        | Río Vasyugan        | Río Vasyugan        | Río Vasyugan        | Васюган         | Obi             | 1082          | 61 800       | 345           | Óblast de Novosibirsk · Óblast de Tomsk                                  | —                | Curso medio o Alto Obi |
| —     | —     | —         | —                   | Río Niourolka       | Río Niourolka       | Río Niourolka       | Río Niourolka       | Río Niourolka       |                 | Vasyugan        | 339           | 8110         | 60            | Óblast de Tomsk                                                          | —                | Curso medio o Alto Obi |
| —     | —     | —         | —                   | Río Chizhapka       | Río Chizhapka       | Río Chizhapka       | Río Chizhapka       | Río Chizhapka       | Чижапка         | Vasyugan        | 511           | 13 800       | 85,5          | Óblast de Tomsk                                                          | —                | Curso medio o Alto Obi |
| —     | —     | —         | —                   | Río Makhno          | Río Makhno          | Río Makhno          | Río Makhno          | Río Makhno          | Махня           | Vasyugan        | 211           | 2110         |               | Óblast de Tomsk                                                          | —                | Curso medio o Alto Obi |
| —     | —     | —         | —                   | Río Kelvat          | Río Kelvat          | Río Kelvat          | Río Kelvat          | Río Kelvat          | Кельват         | Vasyugan        | 199           | 1690         |               | Óblast de Tomsk                                                          | —                | Curso medio o Alto Obi |
| —     | —     | —         | —                   | Río Yagylyah        | Río Yagylyah        | Río Yagylyah        | Río Yagylyah        | Río Yagylyah        | Ягылъях         | Vasyugan        | 368           | 4680         |               | Óblast de Tomsk                                                          | —                | Curso medio o Alto Obi |
| —     | —     | —         | —                   | Río Chertala        | Río Chertala        | Río Chertala        | Río Chertala        | Río Chertala        | Кельват         | Vasyugan        | 311           | 6060         |               | Óblast de Tomsk                                                          | —                | Curso medio o Alto Obi |
| —     | D     | 2077      | Río Tym             | Río Tym             | Río Tym             | Río Tym             | Río Tym             | Río Tym             | Тым             | Obi             | 950           | 32 300       | 250           | Krai de Krasnoyarsk · Óblast de Tomsk                                    | —                | Curso medio o Alto Obi |
| —     | —     | —         | —                   | Río Sangilka        | Río Sangilka        | Río Sangilka        | Río Sangilka        | Río Sangilka        | Сангилька       | Tym             | 335           | 4490         |               | Óblast de Tomsk · Krai de Krasnoyarsk · Distrito autónomo de Janti-Mansi | —                | Curso medio o Alto Obi |
| —     | —     | —         | —                   | Río Lymbelka        | Río Lymbelka        | Río Lymbelka        | Río Lymbelka        | Río Lymbelka        | Лымбелька       | Tym             | 240           | 2150         |               | Óblast de Tomsk · Krai de Krasnoyarsk · Distrito autónomo de Janti-Mansi | —                | Curso medio o Alto Obi |
| —     | D     | 1730      | Río Vakh            | Río Vakh            | Río Vakh            | Río Vakh            | Río Vakh            | Río Vakh            | Вах             | Obi             | 964           | 76 700       | 504           | Distrito autónomo de Janti-Mansi                                         | —                | Curso medio o Alto Obi |
| —     | —     | —         | —                   | Río Kolikiegan      | Río Kolikiegan      | Río Kolikiegan      | Río Kolikiegan      | Río Kolikiegan      | Коликъеган      | Vakh            | 457           | 12 200       | 65,1          | Distrito autónomo de Janti-Mansi                                         | —                | Curso medio o Alto Obi |
| —     | —     | —         | —                   | Río Sabuni          | Río Sabuni          | Río Sabuni          | Río Sabuni          | Río Sabuni          | Сабун           | Vakh            | 328           | 15 700       |               | Distrito autónomo de Janti-Mansi                                         | —                | Curso medio o Alto Obi |
| —     | D     |           | Río Tromégan        | Río Tromégan        | Río Tromégan        | Río Tromégan        | Río Tromégan        | Río Tromégan        | Тромъеган       | Obi             | 581           | 55 600       | 425           | Distrito autónomo de Janti-Mansi                                         | —                | Curso medio o Alto Obi |
| —     | —     | —         | —                   | Río Agan            | Río Agan            | Río Agan            | Río Agan            | Río Agan            | Аган            | Obi             | 544           | 32 200       | 260           | Distrito autónomo de Janti-Mansi                                         | —                | Curso medio o Alto Obi |
| I     | —     |           | Río Bolshoi Jugan   | Río Bolshoi Jugan   | Río Bolshoi Jugan   | Río Bolshoi Jugan   | Río Bolshoi Jugan   | Río Bolshoi Jugan   | Большой Юга́н    | Obi             | 1063          | 34 700       | 173           | Distrito autónomo de Janti-Mansi                                         | —                | Curso medio o Alto Obi |
| —     | —     | —         | —                   | Río Malyj Yugán     | Río Malyj Yugán     | Río Malyj Yugán     | Río Malyj Yugán     | Río Malyj Yugán     | Малый Юган      | Bolshoi Jugan   | 521           | 10 200       | 60            | Distrito autónomo de Janti-Mansi                                         | —                | Curso medio o Alto Obi |
| —     | D     |           | Río Pim             | Río Pim             | Río Pim             | Río Pim             | Río Pim             | Río Pim             | Пим             | Obi             | 390           | 12 700       | 68            | Distrito autónomo de Janti-Mansi                                         | —                | Curso medio o Alto Obi |
| I     | —     |           | Río Bolshoi Salym   | Río Bolshoi Salym   | Río Bolshoi Salym   | Río Bolshoi Salym   | Río Bolshoi Salym   | Río Bolshoi Salym   | Большой Салым   | Obi             | 583           | 18 100       | 69,5          | Distrito autónomo de Janti-Mansi · Óblast de Tiumén                      | —                | Curso medio o Alto Obi |
| —     | —     | —         | —                   | Río Tucán           | Río Tucán           | Río Tucán           | Río Tucán           | Río Tucán           | Тукан           | Bolshoi Salym   | 215           | 2510         | 60            | Distrito autónomo de Janti-Mansi                                         | —                | Curso medio o Alto Obi |
| —     | D     | 1369      | Río Lyamin          | Río Lyamin          | Río Lyamin          | Río Lyamin          | Río Lyamin          | Río Lyamin          | Лямин           | Obi             | 420           | 14 000       | 100,2         | Distrito autónomo de Janti-Mansi                                         | —                | Curso medio o Alto Obi |
| —     | D     | 1172      | Río Nazym           | Río Nazym           | Río Nazym           | Río Nazym           | Río Nazym           | Río Nazym           | Назым           | Obi             | 422           | 11 700       | 86,9          | Distrito autónomo de Janti-Mansi                                         | —                | Curso medio o Alto Obi |
| I     | —     | 1162      | Río Irtysh          | Río Irtysh          | Río Irtysh          | Río Irtysh          | Río Irtysh          | Río Irtysh          | Иртыш           | Obi             | 4248          | 1 673 470    | 2150          | Distrito autónomo de Janti-Mansi · Óblast de Omsk · Óblast de Tiumén     | —                | Curso Inferior         |
| —     | —     | —         | —                   | Río Konda           | Río Konda           | Río Konda           | Río Konda           | Río Konda           |                 | Irtych          | 1097          | 72 800       | 230           | Distrito autónomo de Janti-Mansi                                         | —                | Curso Inferior         |
| —     | —     | —         | —                   | —                   | Río Mulymya         | Río Mulymya         | Río Mulymya         | Río Mulymya         | Мулымья         | Konda           | 608           | 7810         | 22,5          | Distrito autónomo de Janti-Mansi                                         | —                | Curso Inferior         |
| —     | —     | —         | —                   | —                   | Río Bolshoy Tap     | Río Bolshoy Tap     | Río Bolshoy Tap     | Río Bolshoy Tap     | Большой Тап     | Konda           | 504           | 6700         |               | Distrito autónomo de Janti-Mansi                                         | —                | Curso Inferior         |
| —     | —     | —         | —                   | —                   | Río Kuma            | Río Kuma            | Río Kuma            | Río Kuma            | Кума            | Konda           | 530           | 7750         | 22,9          | Distrito autónomo de Janti-Mansi                                         | —                | Curso Inferior         |
| —     | —     | —         | —                   | —                   | Río Yukonda         | Río Yukonda         | Río Yukonda         | Río Yukonda         |                 | Konda           | 324           | 6870         |               | Distrito autónomo de Janti-Mansi                                         | —                | Curso Inferior         |
| —     | —     | —         | —                   | Río Demianka        | Río Demianka        | Río Demianka        | Río Demianka        | Río Demianka        |                 | Irtych          | 1160          | 34 800       |               | Óblast de Omsk · Óblast de Tiumén                                        | —                | Curso Inferior         |
| —     | —     | —         | —                   | —                   | Río Keum            | Río Keum            | Río Keum            | Río Keum            |                 | Demianka        | 354           | 3630         |               | Óblast de Tiumén                                                         | —                | Curso Inferior         |
| —     | —     | —         | —                   | —                   | Río Urna            | Río Urna            | Río Urna            | Río Urna            |                 | Demianka        | 336           |              |               | Óblast de Omsk · Óblast de Tiumén                                        | —                | Curso Inferior         |
| —     | —     | —         | —                   | —                   | Río Imgyt           | Río Imgyt           | Río Imgyt           | Río Imgyt           |                 | Demianka        | 304           | 5980         |               | Óblast de Tiumén                                                         | —                | Curso Inferior         |
| —     | —     | —         | —                   | Río Noska           | Río Noska           | Río Noska           | Río Noska           | Río Noska           | Носка           | Irtych          | 374           | 8500         | 16,5          | Óblast de Tiumén                                                         | —                | Curso Inferior         |
| —     | —     | —         | —                   | Río Turtas          | Río Turtas          | Río Turtas          | Río Turtas          | Río Turtas          | Туртас          | Irtych          | 241           | 12 100       | 39,9          | Óblast de Omsk · Óblast de Tiumén                                        | —                | Curso Inferior         |
| —     | —     | —         | —                   | Río Tobol           | Río Tobol           | Río Tobol           | Río Tobol           | Río Tobol           |                 | Irtych          | 1591          | 426 000      | 805           | Óblast de Kurgán · Óblast de Tiumén                                      | —                | Curso Inferior         |
| —     | —     | —         | —                   | —                   | Río Tavda           | Río Tavda           | Río Tavda           | Río Tavda           | Тавда           | Tobol           | 719           | 88 100       | 440           | Óblast de Sverdlovsk · Óblast de Tiumén                                  | —                | Curso Inferior         |
| —     | —     | —         | —                   | —                   | —                   | Río Pelym           | Río Pelym           | Río Pelym           | Пелым           | Tavda           | 707           | 15 200       | 100           | Óblast de Sverdlovsk                                                     | —                | Curso Inferior         |
| —     | —     | —         | —                   | —                   | —                   | Río Lozva           | Río Lozva           | Río Lozva           | Лозьва          | Tavda           | 637           | 17 800       | 70            | Óblast de Sverdlovsk                                                     | —                | Curso Inferior         |
| —     | —     | —         | —                   | —                   | —                   | Río Sosva           | Río Sosva           | Río Sosva           | Сосьва          | Tavda           | 635           | 24 700       | 113           | Óblast de Sverdlovsk                                                     | —                | Curso Inferior         |
| —     | —     | —         | —                   | —                   | —                   | —                   | Río Lialia          | Río Lialia          | Ляля            | Sosva           | 320           | 7500         |               | Óblast de Sverdlovsk                                                     | —                | Curso Inferior         |
| —     | —     | —         | —                   | —                   | —                   | Río Lobva           | Río Lobva           | Río Lobva           | Лобва           | Lialia          | 260           | 3980         | 20,1          | Óblast de Sverdlovsk                                                     | —                | Curso Inferior         |
| —     | —     | —         | —                   | —                   | Río Tura            | Río Tura            | Río Tura            | Río Tura            | Тура́            | Tobol           | 1030          | 80 400       |               | Óblast de Sverdlovsk · Óblast de Tiumén                                  | —                | Curso Inferior         |
| —     | —     | —         | —                   | —                   | —                   | Río Pychna          | Río Pychna          | Río Pychna          | Пышма           | Tura            | 603           | 19 700       | 34            | Óblast de Sverdlovsk · Óblast de Tiumén                                  | —                | Curso Inferior         |
| —     | —     | —         | —                   | —                   | —                   | Río Nitsa           | Río Nitsa           | Río Nitsa           | Ница            | Tura            | 262           | 22 600       |               | Óblast de Sverdlovsk                                                     | —                | Curso Inferior         |
| —     | —     | —         | —                   | —                   | —                   | —                   | Río Neiva           | Río Neiva           | Нейва           | Nitsa           | 294           | 5600         | 19            | Óblast de Sverdlovsk                                                     | —                | Curso Inferior         |
| —     | —     | —         | —                   | —                   | —                   | —                   | Río Rej             | Río Rej             | Реж             | Nitsa           | 219           | 4400         | 11,9          | Óblast de Sverdlovsk                                                     | —                | Curso Inferior         |
| —     | —     | —         | —                   | —                   | —                   | Río Tagil           | Río Tagil           | Río Tagil           | Тагил           | Tura            | 414           | 10 100       |               | Óblast de Sverdlovsk                                                     | —                | Curso Inferior         |
| —     | —     | —         | —                   | —                   | —                   | Río Salda           | Río Salda           | Río Salda           | Салда           | Tura            | 182           | 3670         | 13,4          | Óblast de Sverdlovsk                                                     | —                | Curso Inferior         |
| —     | —     | —         | —                   | —                   | Río Iset            | Río Iset            | Río Iset            | Río Iset            | Исеть           | Tobol           | 606           | 58 900       | 65,4          | Óblast de Kurgán · Óblast de Sverdlovsk · Óblast de Tiumén               | —                | Curso Inferior         |
| —     | —     | —         | —                   | —                   | —                   | Río Miass           | Río Miass           | Río Miass           | Миасс           | Iset            | 658           | 21 800       | 17            | Óblast de Kurgán · República de Baskortostán · Óblast de Cheliábinsk     | —                | Curso Inferior         |
| —     | —     | —         | —                   | —                   | —                   | Río Tetcha          | Río Tetcha          | Río Tetcha          | Теча            | Iset            | 240           | 715 000      | 6,63          | Óblast de Kurgán · República de Baskortostán · Óblast de Cheliábinsk     | —                | Curso Inferior         |
| —     | —     | —         | —                   | —                   | Río Uy              | Río Uy              | Río Uy              | Río Uy              | Уй              | Tobol           | 462           | 34 400       | 13,6          | Óblast de Kurgán · República de Baskortostán · Óblast de Cheliábinsk     | —                | Curso Inferior         |
| —     | —     | —         | —                   | —                   | —                   | Río Uvelka          | Río Uvelka          | Río Uvelka          | Увелька         | Uy              | 260           | 4700         | 4,3           | Óblast de Cheliábinsk                                                    | —                | Curso Inferior         |
| —     | —     | —         | —                   | —                   | —                   | Río Toguzak         | Río Toguzak         | Río Toguzak         | Тогузак         | Uy              | 200           | 7970         | 2,9           | Óblast de Cheliábinsk                                                    | Kazajistán       | Curso Inferior         |
| —     | —     | —         | —                   | —                   | Río Ubagan          | Río Ubagan          | Río Ubagan          | Río Ubagan          | Убаган          | Tobol           | 376           | 50 700       |               | Óblast de Cheliábinsk                                                    | Kazajistán       | Curso Inferior         |
| —     | —     | —         | —                   | —                   | Río Aïat            | Río Aïat            | Río Aïat            | Río Aïat            | Аять            | Tobol           | 225           | 11 000       | 4,88          | Óblast de Cheliábinsk                                                    | Kazajistán       | Curso Inferior         |
| —     | —     | —         | —                   | Río Vagai           | Río Vagai           | Río Vagai           | Río Vagai           | Río Vagai           |                 | Irtych          | 555           | 23 200       | 35            | Óblast de Tiumén                                                         | —                | Curso Inferior         |
| —     | —     | —         | —                   | Río Ishim           | Río Ishim           | Río Ishim           | Río Ishim           | Río Ishim           |                 | Irtych          | 2450          | 177 000      | 56,3          | Óblast de Omsk · Óblast de Tiumén                                        | Kazajistán       | Curso Inferior         |
| —     | —     | —         | —                   | —                   | Río Koluton         | Río Koluton         | Río Koluton         | Río Koluton         |                 | Ichim           | 200           |              |               | —                                                                        | Kazajistán       | Curso Inferior         |
| —     | —     | —         | —                   | —                   | Río Terisakkan      | Río Terisakkan      | Río Terisakkan      | Río Terisakkan      |                 | Ichim           | 350           |              |               | —                                                                        | Kazajistán       | Curso Inferior         |
| —     | —     | —         | —                   | —                   | Río Akan-Burluk     | Río Akan-Burluk     | Río Akan-Burluk     | Río Akan-Burluk     |                 | Ichim           | 240           |              |               | Kazajistán                                                               | —                | Curso Inferior         |
| —     | —     | —         | —                   | —                   | Río Iman-Burluk     | Río Iman-Burluk     | Río Iman-Burluk     | Río Iman-Burluk     |                 | Ichim           | 230           |              |               | Kazajistán                                                               | —                | Curso Inferior         |
| —     | —     | —         | —                   | —                   | Río Bolchaya Tava   | Río Bolchaya Tava   | Río Bolchaya Tava   | Río Bolchaya Tava   | Большая Тава    | Ichim           | 180           | 2740         | 6,23          | Óblast de Omsk · Óblast de Tiumén                                        | —                | Curso Inferior         |
| —     | —     | —         | —                   | Río Tuy             | Río Tuy             | Río Tuy             | Río Tuy             | Río Tuy             | Туй             | Irtych          | 507           | 8490         | 31,3          | Óblast de Omsk                                                           | —                | Curso Inferior         |
| —     | —     | —         | —                   | Río Shish (o Chich) | Río Shish (o Chich) | Río Shish (o Chich) | Río Shish (o Chich) | Río Shish (o Chich) | Шиш             | Irtych          | 378           | 5270         | 15,2          | Óblast de Omsk                                                           | —                | Curso Inferior         |
| —     | —     | —         | —                   | Río Osha (Ocha)     | Río Osha (Ocha)     | Río Osha (Ocha)     | Río Osha (Ocha)     | Río Osha (Ocha)     | Оша             | Irtych          | 530           | 21 300       | 4,95          | Óblast de Omsk                                                           | —                | Curso Inferior         |
| —     | —     | —         | —                   | Río Uy              | Río Uy              | Río Uy              | Río Uy              | Río Uy              | Уй              | Irtych          | 387           | 26 700       | 24            | Óblast de Novosibirsk · Óblast de Omsk                                   | —                | Curso Inferior         |
| —     | —     | —         | —                   | Río Tara            | Río Tara            | Río Tara            | Río Tara            | Río Tara            |                 | Irtych          | 806           | 18 300       | 40,8          | Óblast de Novosibirsk · Óblast de Omsk                                   | —                | Curso Inferior         |
| —     | —     | —         | —                   | Río Om              | Río Om              | Río Om              | Río Om              | Río Om              |                 | Irtych          | 1091          | 52 400       | 50            | Óblast de Novosibirsk · Óblast de Omsk                                   | —                | Curso Inferior         |
| —     | —     | —         | —                   | —                   | Río Tartas          | Río Tartas          | Río Tartas          | Río Tartas          |                 | Om              | 566           | 16 200       | 21,2          | Óblast de Novosibirsk                                                    | —                | Curso Inferior         |
| —     | —     | —         | —                   | —                   | Río Itcha           | Río Itcha           | Río Itcha           | Río Itcha           | Ича             | Om              | 240           | 3300         | 4,81          | Óblast de Novosibirsk                                                    | —                | Curso Inferior         |
| —     | —     | —         | —                   | Río Chagan          | Río Chagan          | Río Chagan          | Río Chagan          | Río Chagan          | Шаган           | Irtych          | 295           | 25 400       | 1,02          | —                                                                        | Kazajistán       | Curso Inferior         |
| —     | —     | —         | —                   | Río Čar             | Río Čar             | Río Čar             | Río Čar             | Río Čar             | Чар             | Irtych          | 250           | 14 000       | 4,82          | —                                                                        | Kazajistán       | Curso Inferior         |
| —     | —     | —         | —                   | Río Uba             | Río Uba             | Río Uba             | Río Uba             | Río Uba             | Уба             | Irtych          | 278           | 9850         | 178           | —                                                                        | Kazajistán       | Curso Inferior         |
| —     | —     | —         | —                   | Río Buchtarma       | Río Buchtarma       | Río Buchtarma       | Río Buchtarma       | Río Buchtarma       |                 | Irtych          | 336           | 12 660       | 214           | —                                                                        | Kazajistán       | Curso Inferior         |
| —     | D     | 648       | Río Kazym           | Río Kazym           | Río Kazym           | Río Kazym           | Río Kazym           | Río Kazym           | Казым           | Obi             | 659           | 35 600       | 267           | Distrito autónomo de Janti-Mansi                                         | —                | Curso Inferior         |
| —     | —     | —         | —                   | Río Amnya           | Río Amnya           | Río Amnya           | Río Amnya           | Río Amnya           | Амня            | Kazym           | 374           | 7210         |               | Distrito autónomo de Janti-Mansi                                         | —                | Curso Inferior         |
| I     | —     |           | Río Severnaja Sosva | Río Severnaja Sosva | Río Severnaja Sosva | Río Severnaja Sosva | Río Severnaja Sosva | Río Severnaja Sosva | Северная Сосьва | Obi             | 754           | 98 300       | 860           | Distrito autónomo de Janti-Mansi                                         | —                | Curso Inferior         |
| —     | —     | —         | —                   | Río Malaya Sosva    | Río Malaya Sosva    | Río Malaya Sosva    | Río Malaya Sosva    | Río Malaya Sosva    | Малая Сосьва    | Severnaja Sosva | 484           | 10 400       | 36,7          | Distrito autónomo de Janti-Mansi                                         | —                | Curso Inferior         |
| —     | —     | —         | —                   | Río Liapin-Hulga    | Río Liapin-Hulga    | Río Liapin-Hulga    | Río Liapin-Hulga    | Río Liapin-Hulga    | Ляпин           | Severnaja Sosva | 404           | 27 300       | 345           | Distrito autónomo de Yamalia-Nenetsia                                    | —                | Curso Inferior         |
| —     | —     | —         | —                   | —                   | Río Hulga           | Río Hulga           | Río Hulga           | Río Hulga           | Хулга           | Liapin          | 253           |              |               | Distrito autónomo de Janti-Mansi                                         | —                | Curso Inferior         |
| I     | —     |           | Río Shchuchya       | Río Shchuchya       | Río Shchuchya       | Río Shchuchya       | Río Shchuchya       | Río Shchuchya       | Щучья           | Obi             | 565           | 12 300       | 109           | Distrito autónomo de Yamalia-Nenetsia                                    | —                | Curso Inferior         |
| —     | D     | 291       | Río Poluy           | Río Poluy           | Río Poluy           | Río Poluy           | Río Poluy           | Río Poluy           | Полуй           | Obi             | 369           | 21 000       | 170           | Distrito autónomo de Yamalia-Nenetsia                                    | —                | Curso Inferior         |
| —     | —     | —         | —                   | Río Glubokij Poluj  | Río Glubokij Poluj  | Río Glubokij Poluj  | Río Glubokij Poluj  | Río Glubokij Poluj  | Глубокий Полуй  | Poluy           | 266           |              |               | Distrito autónomo de Yamalia-Nenetsia                                    | —                | Curso Inferior         |
| —     | —     | —         | —                   | Río Suchoj Poluy    | Río Suchoj Poluy    | Río Suchoj Poluy    | Río Suchoj Poluy    | Río Suchoj Poluy    | Сухой Полуй     | Poluy           | 212           | 5100         | 45            | Distrito autónomo de Yamalia-Nenetsia                                    | —                | Curso Inferior         |

### Afluentes en el Registro Estatal de Aguas de Rusia
En el Registro Estatal de Aguas de Rusia, se recogen los siguientes afluentes (los kilómetros son la distancia a la boca):

- 155 km: río HADYTA-YAHA
- 291 km: río POLUI
- 322 km: río SOB
- 351 km: río M. OB
- 648 km: río KAZYM
- 1091 km: río VOCH-YAGA
- 1094 km: río OKHLYM
- 1172 km: río NAZYM
- 1366 km: río sin título
- 1369 km: río Lyamin
- 1451 km: río KALININA
- 1481 km: río NEGRO
- 1585 km: río Verkh. Lobanovsky Egan
- 1600 km: río VATINSKY-EGAN
- 1627 km: río sin título
- 1707 km: río Bol. Ryazanka
- 1720 km: río B. EGAN
- 1730 km: río VAC
- 1753 km: río STARITSA PROTOTA
- 1790 km: PASOL
- 1808 km: río LAR-YEHAN
- 1926 km: Nazota
- 1949 km: río sin título
- 1978 km: río Akkishny Istok
- 2027 km: río sin título
- 2053 km: río Logalka
- 2077 km: río Tym
- 2169 km: río VASYUGAN
- 2189 km: río PARABEL
- 2226 km: río Pyzhina (Kailka)
- 2246 km: río Ket
- 2327 km: río Golubets
- 2352 km: río SHUDELKA
- 2403 km: río Chaya
- 2408 km: río Sara
- 2416 km: río Yesenga
- 2425 km: arroyo MATIYANGA
- 2467 km: río Istok Karya Bolshaya
- 2473 km: río Sondrovka
- 2476 km: río Kaldzha
- 2484 km: río Korta (Bol. Korta)
- 2490 km: río Kuzur
- 2520 km: río Tatosh
- 2521 km: río Krivaya Luka
- 2542 km: río CHULYM
- 2543 km: río sin título
- 2547 km: río Verkh. Anma (Bol. Sorovskaya)
- 2582 km: río Taptan
- 2589 km: río BROVKA
- 2605 km: río SHEGARKA
- 2625 km: río Rybnaya
- 2628 km: Río Andreva
- 2654 km: río Zabornaya
- 2677 km: río TOM
- 2719 km: río Yuzherka (Mundrova)
- 2733 km: río Uskovka
- 2738 km: río Chichag (Chigan)
- 2745 km: río Kireeva
- 2751 km: río Tagan
- 2758 km: río sin título
- 2762 km: río sin título
- 2775 km: río Urtamka
- 2795 km: río Siman
- 2815 km: río Iksa
- 2817 km: río Krasnaya
- 2821 km: río Tula
- 2830 km: río Oyash
- 2840 km: río Uen
- 2854 km: río Umreva
- 2882 km: río Poross
- 2898 km: río Uen
- 2912 km: río Chauss
- 2924 km: río BACHAT
- 2935 km: río Staritsa, hall. Staritsa
- 2956 km: río YELTSOVKA* 2
- 2957 km: río YELTSOVKA
- 2961 km: río KAMENKA
- 2964 km: río TULA
- 2965 km: río INYA
- 2980 km: río Yeltsovka
- 3169 km: río Kamenskaya Sueva
- 3175 km: río Allakskaya Suva
- 3178 km: río Allak
- 3204 km: río Suryanka
- 3217 km: río Chirukha
- 3220 km: río Kamenka
- 3231 km: río Suzun (Bajo Suzun)
- 3245 km: río Verkh. Suzun (Verkh. Suzunka, Suzunka)
- 3246 km: río Slezianka (Pechurka)
- 3262 km: río Meretka (Meret)
- 3269 km: río sin nombre
- 3271 km: río INY
- 3279 km: río Kuchuk
- 3290 km: río SHELABOLIKHA
- 3303 km: el río Marayka
- 3324 km: el antiguo arroyo Dolgoy
- 3333 km: el río CHUMYSH
- 3368 km: el río Seredchikha
- 3379 km: río Kisluha
- 3407 km: río LOSIKHA
- 3408 km: río Tala
- 3409 km: río BARNAULKA
- 3412 km: arroyo BOBROV.
- 3456 km: río Kalmanka
- 3466 km: río BURANIHA
- 3474 km: río sin título
- 3480 km: río Iron Source
- 3481 km: río Kalmanka
- 3490 km: río Aley
- 3508 km: río GRANDE
- 3516 km: río sin título
- 3530 km: río Krutiha
- 3550 km: río Charysh
- 3607 km: río Amurka
- 3626 km: río Anuj
- 3634 km: río SAND
- 3635 km: río Chemrovka (Marushka)
- 3647 km: río Biya